# مسجد جامع کرمان
مسجد جامع کرمان یا مسجد جامع مظفری یک مسجد جامع تاریخی در شهر کرمان، ایران است. این مسجد در دوران حکومت امیر مبارزالدین (سر سلسلهٔ آل مظفر) بنا گردیده است. تاریخ بنا در کتیبهٔ سردر اصلی، ۷۵۰ هجری قمری ذکر شده‌است ولی در دوره‌های بعد، الحاقات و تعمیراتی در مسجد صورت گرفته‌است؛ از جمله مرمت کاشیکاری ایوان بزرگ در زمان وکیل الملک و کاشیکاری ستون‌ها و لچکی‌های داخل مسجد و احداث شبستان شمالی در دوره اخیر. سر در شرقی آن از شلیک توپ‌های آقامحمدخان قاجار و ایوان آن از زمین‌لرزه شعبان ۱۲۸۰ خراب شد ولی در همان سالها مرمت و بازسازی شد.

## نگارخانه

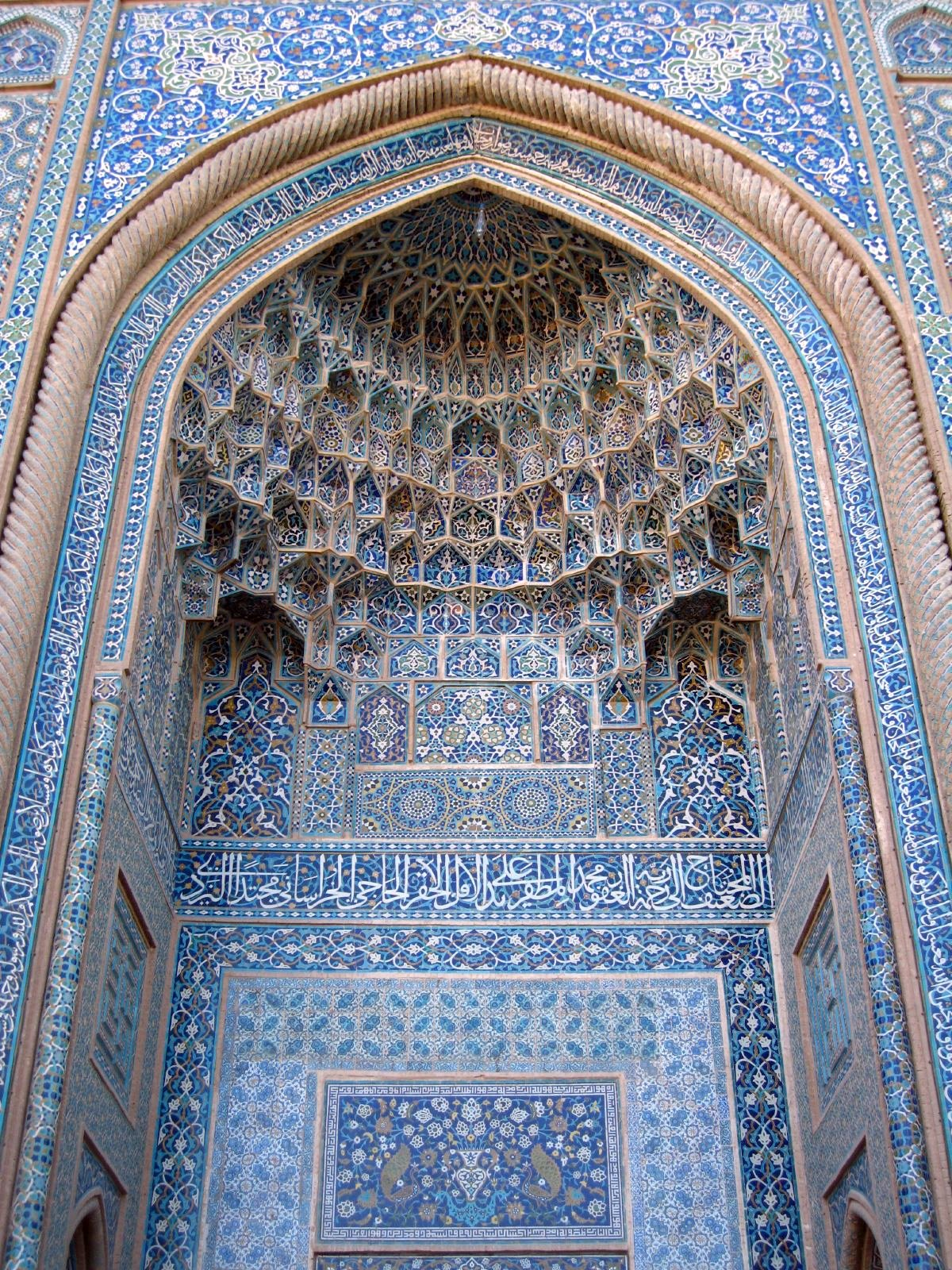
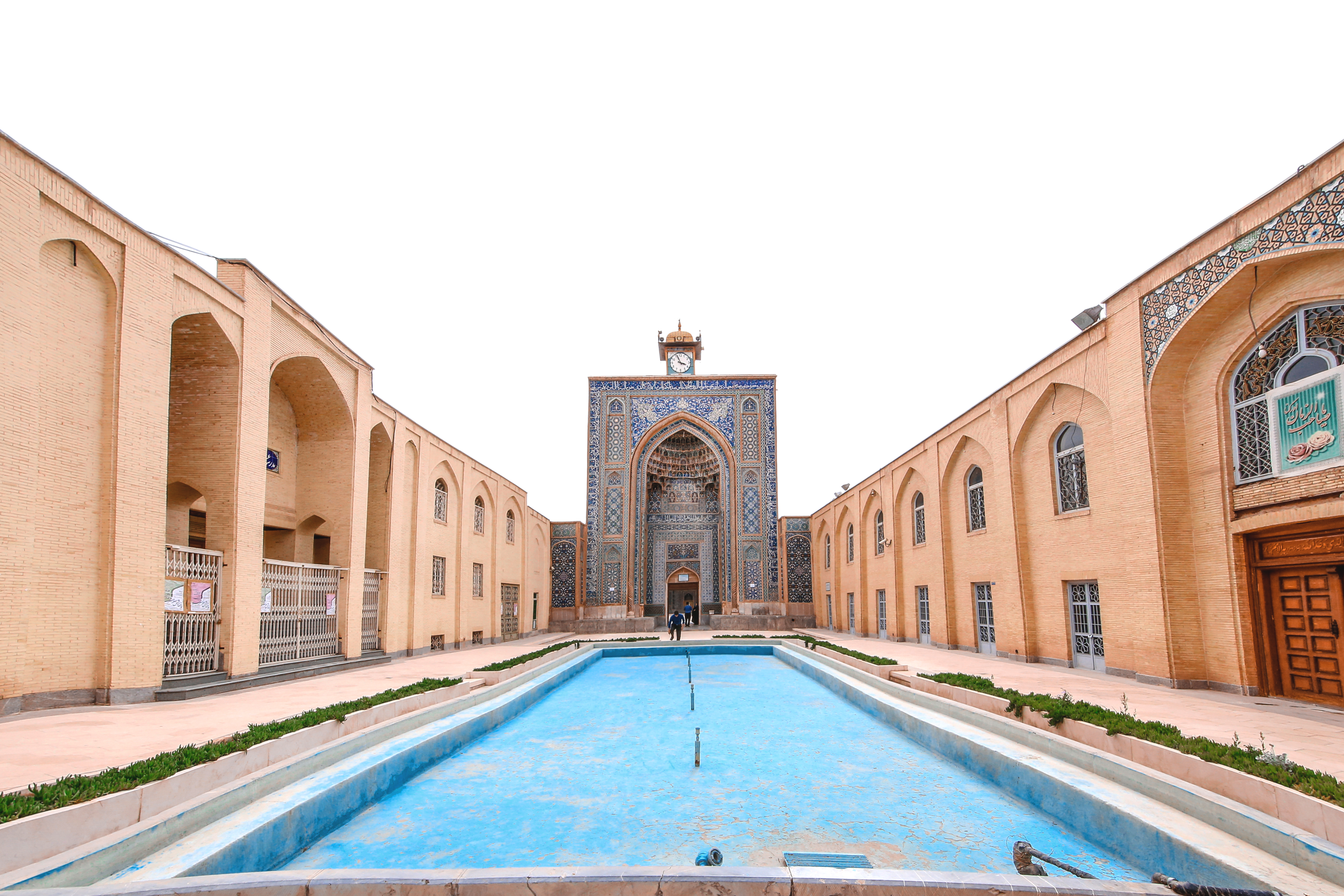
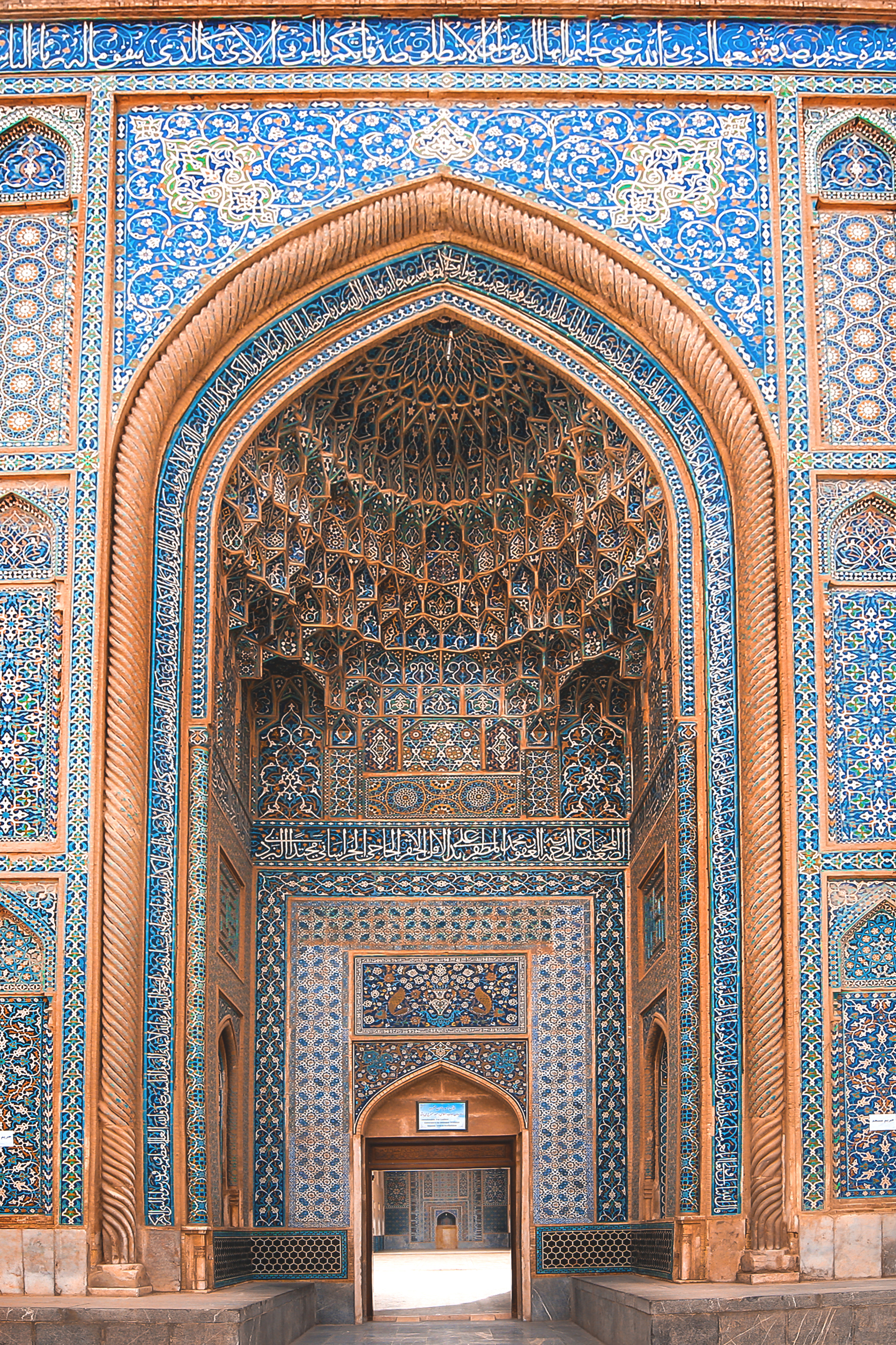
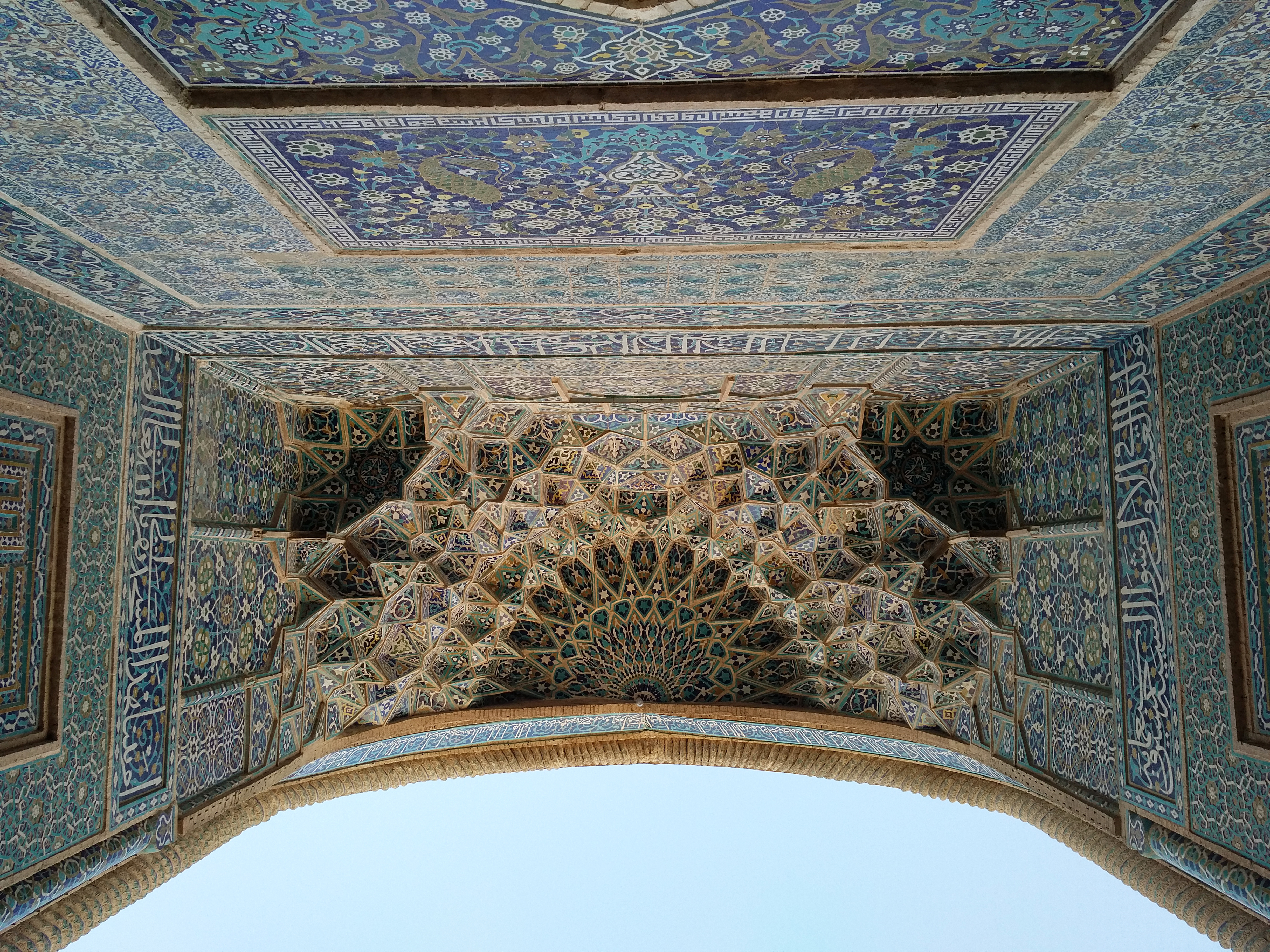
سقف طاق اصلی ورودی شرقی
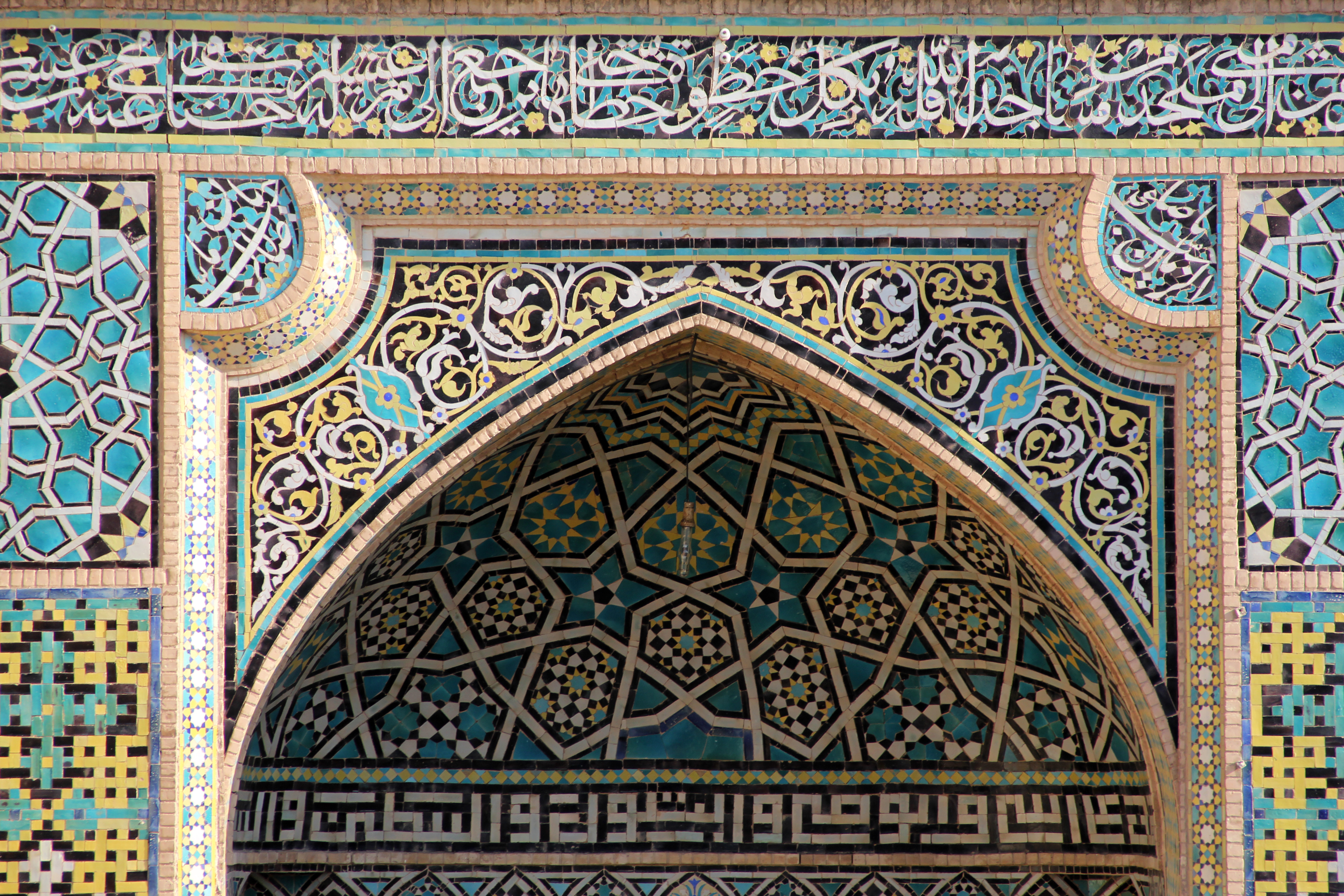
معماری طاق اصلی سر در شمالی
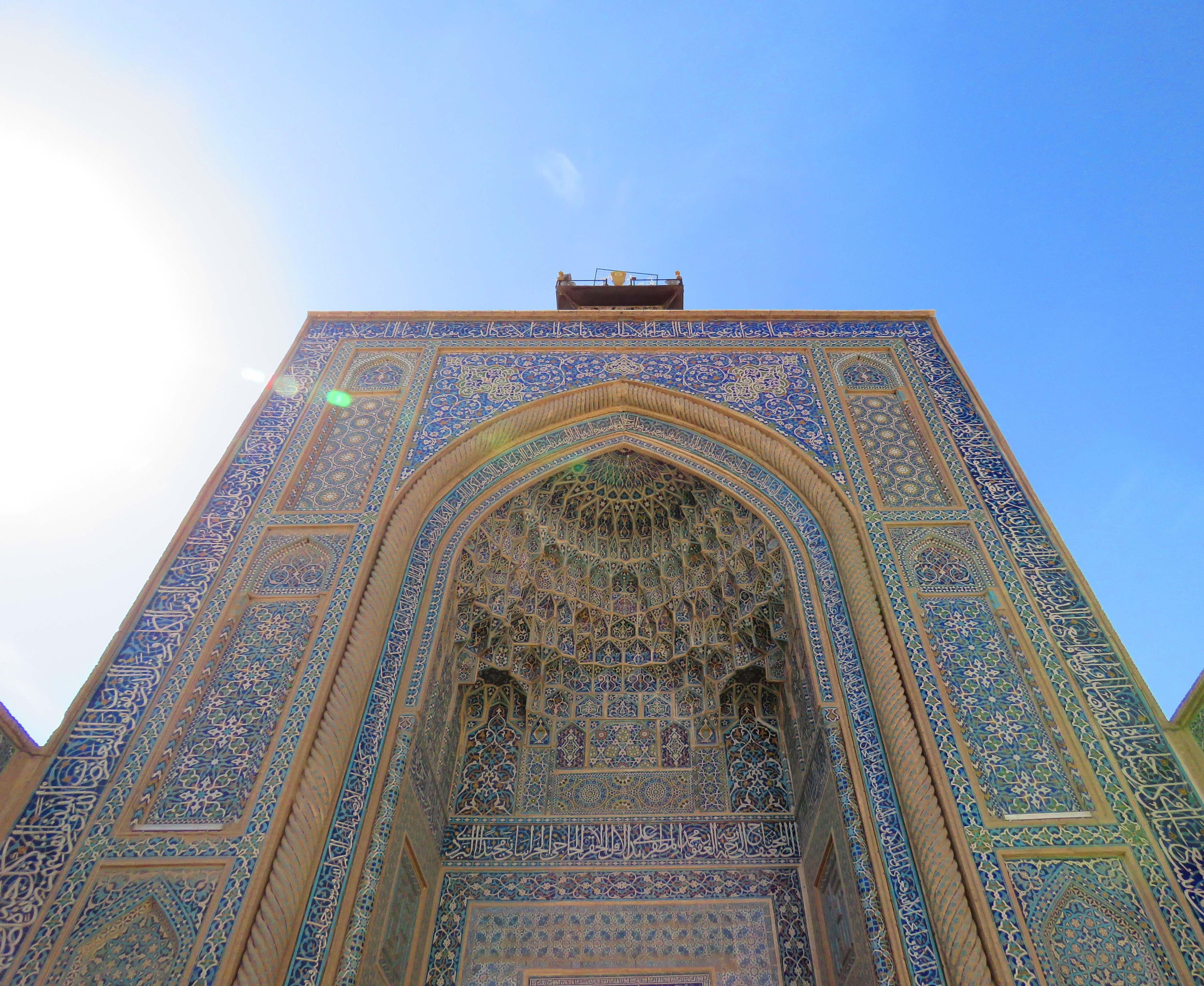
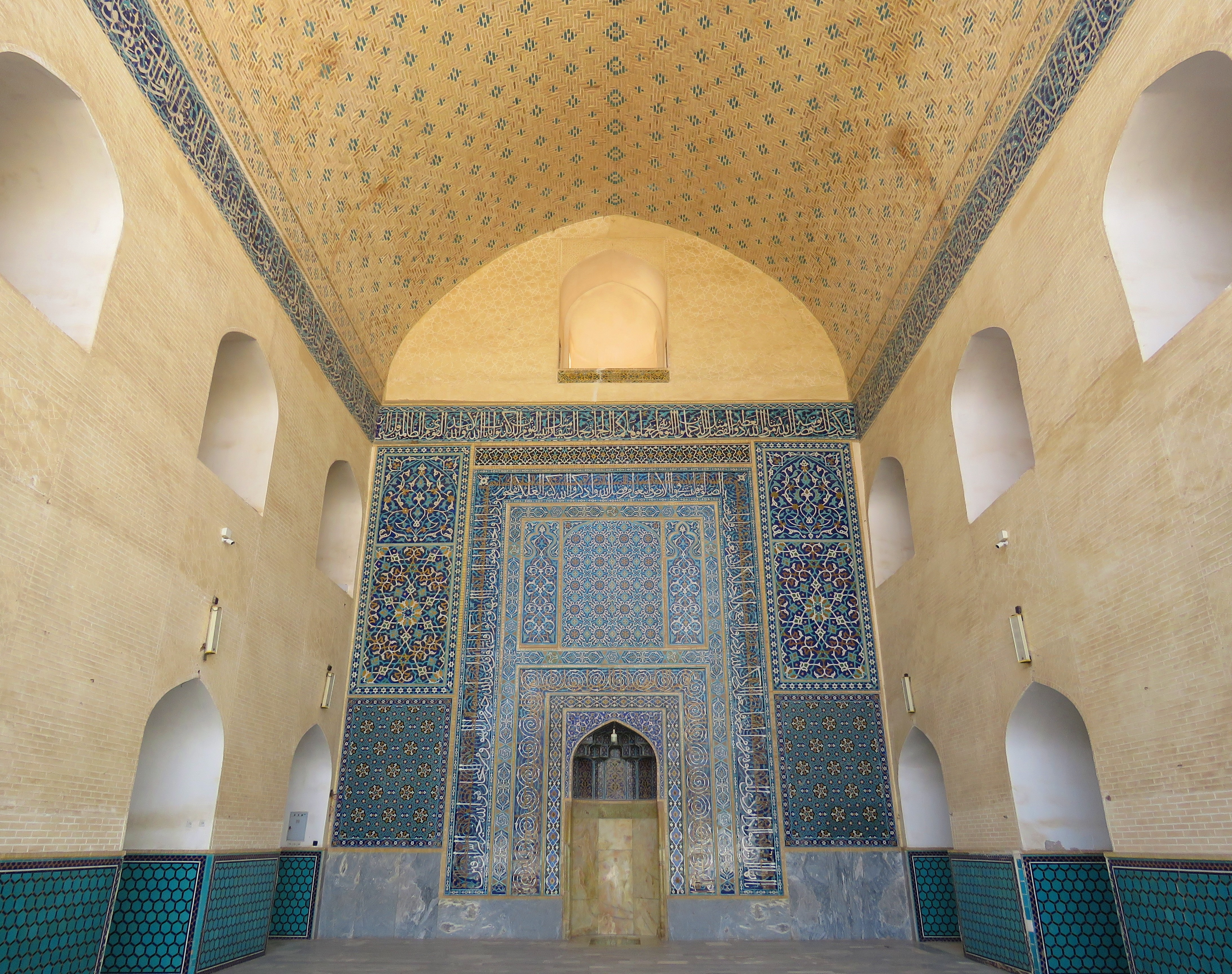
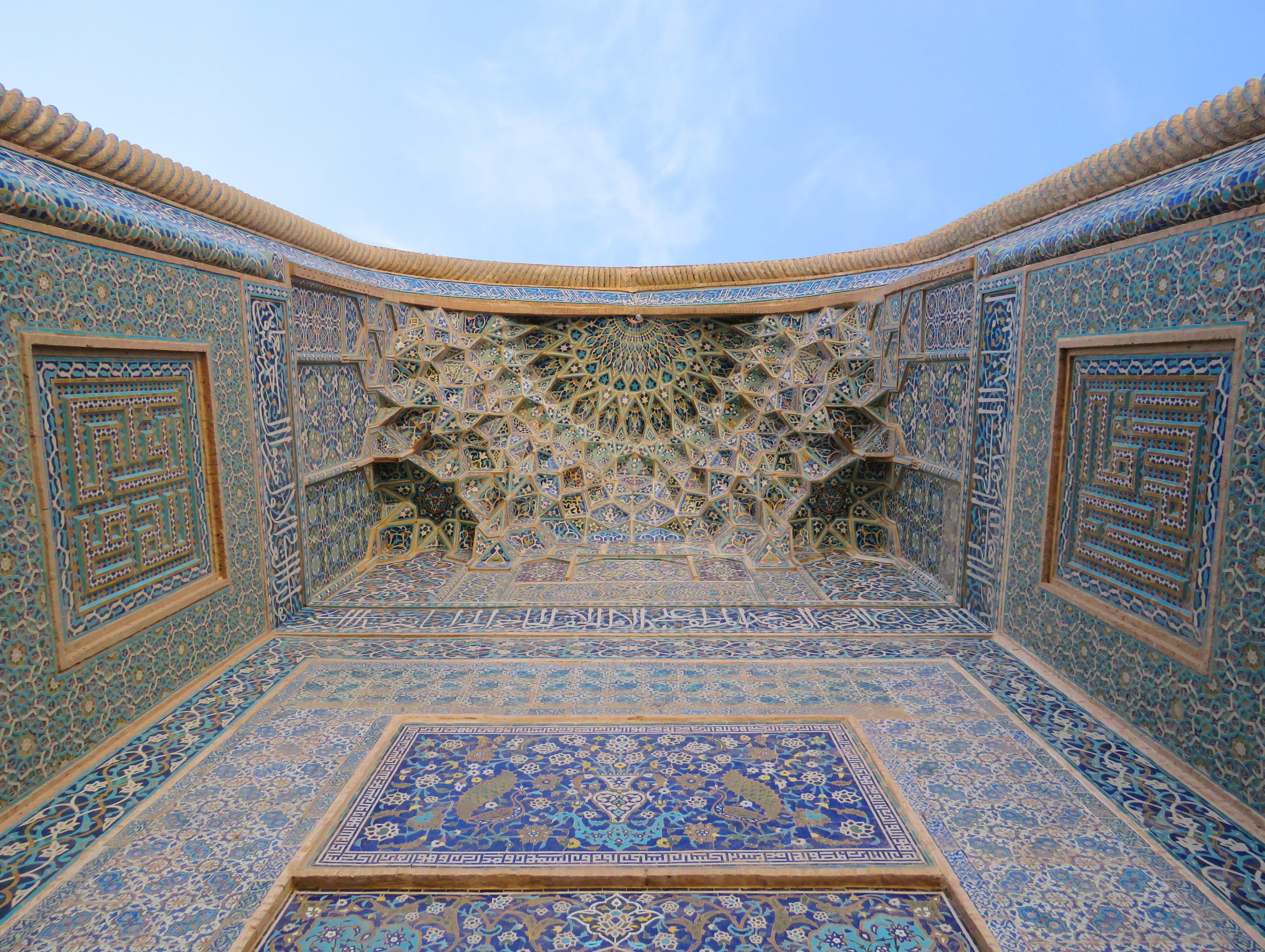
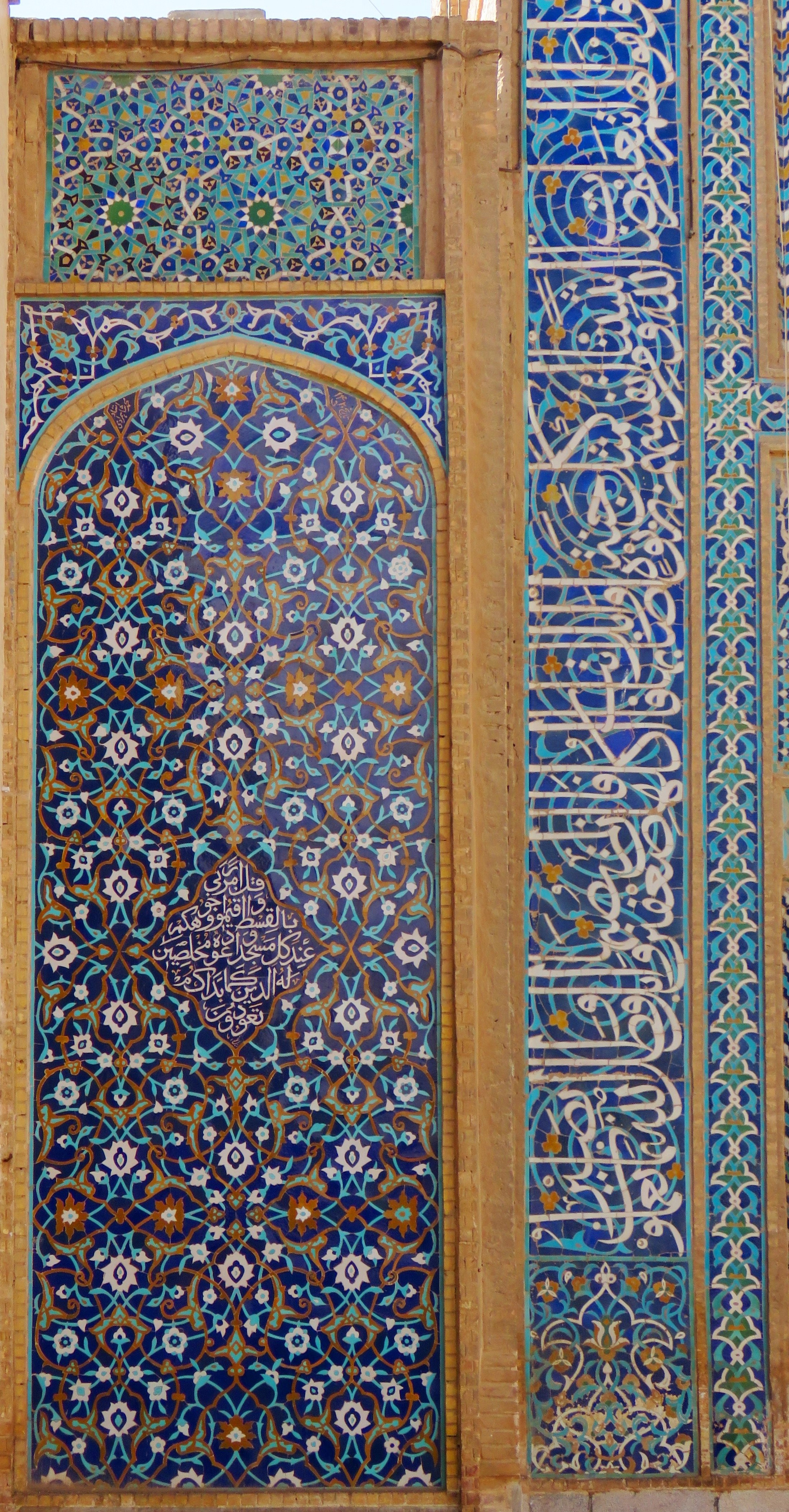
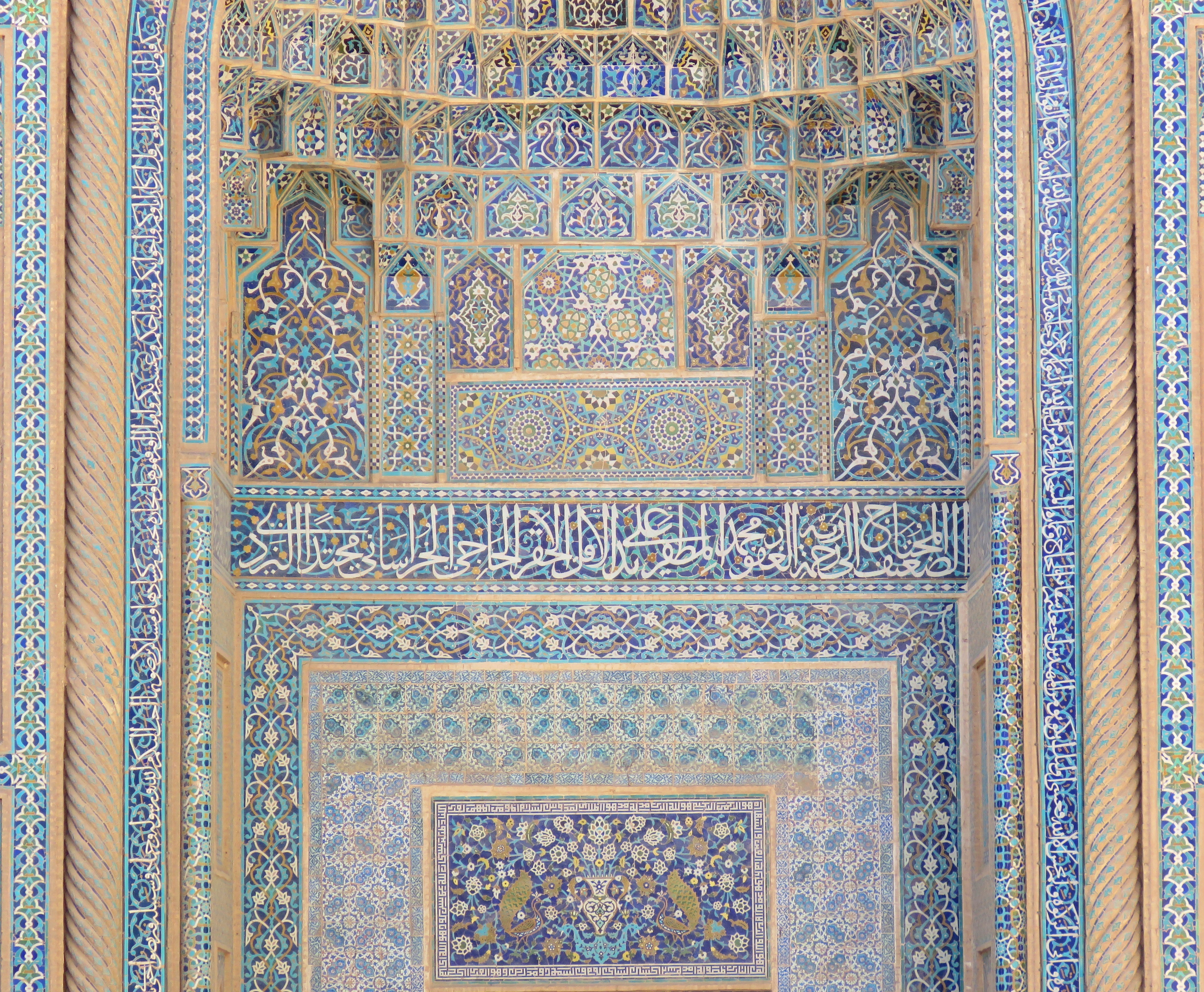
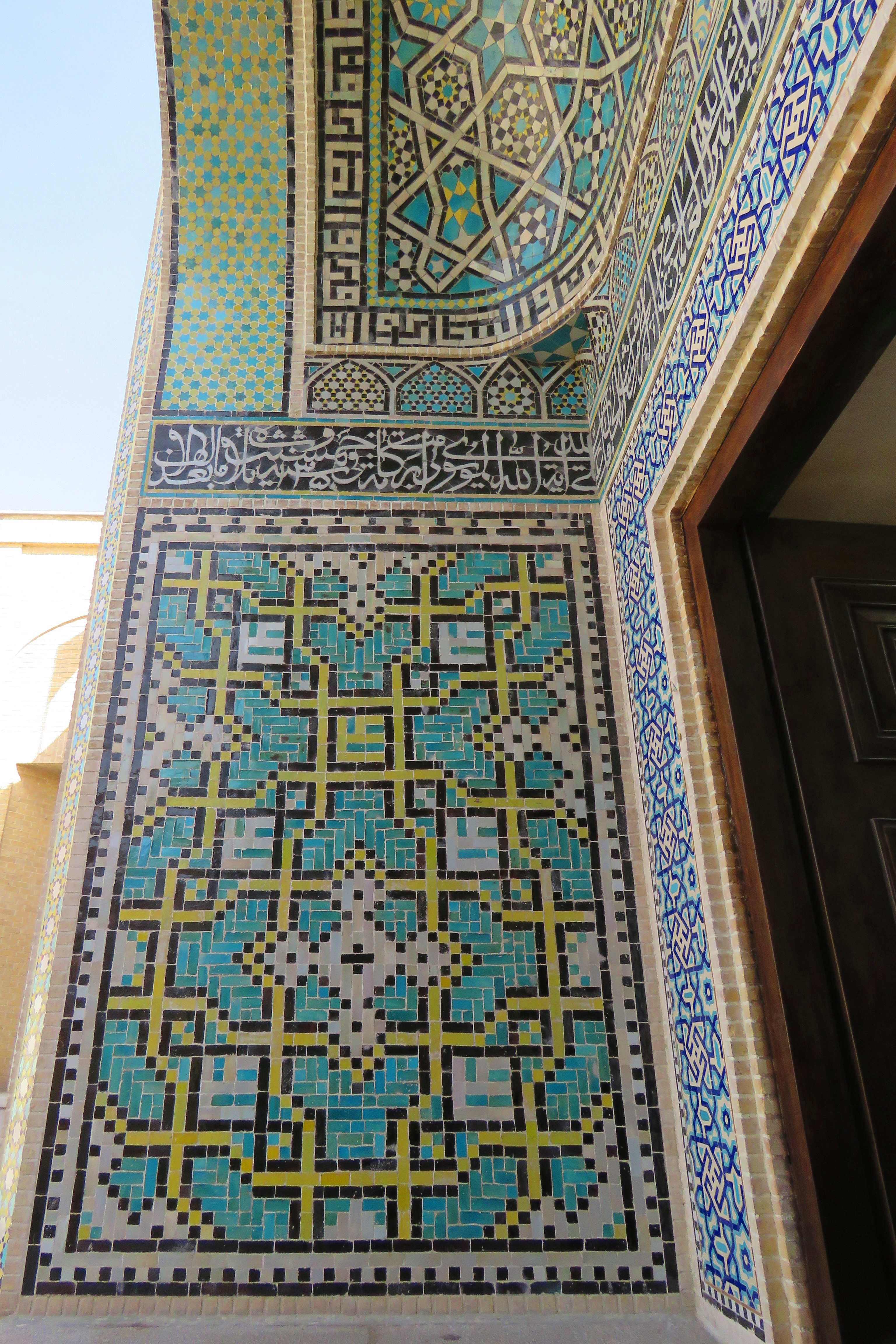
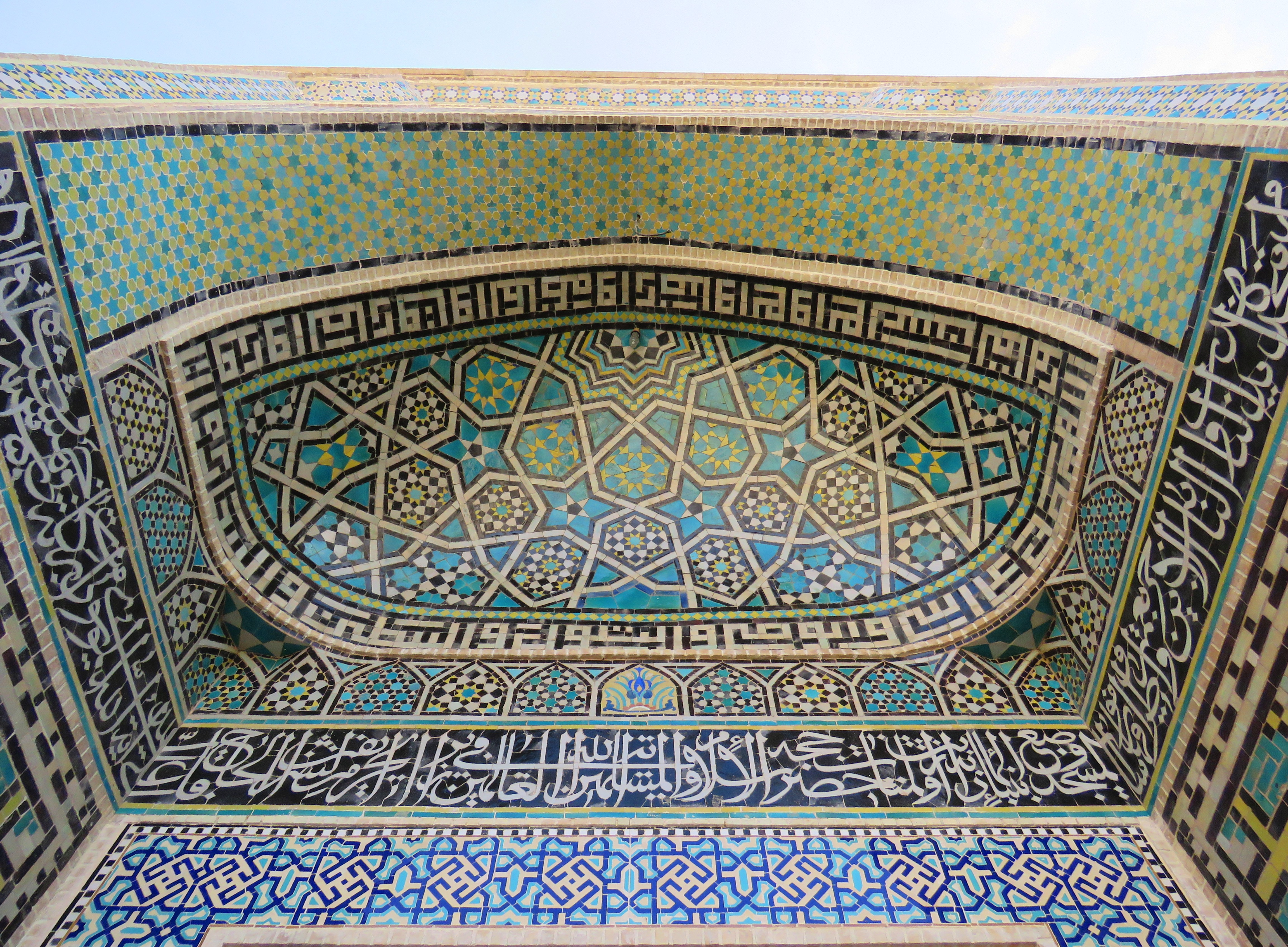
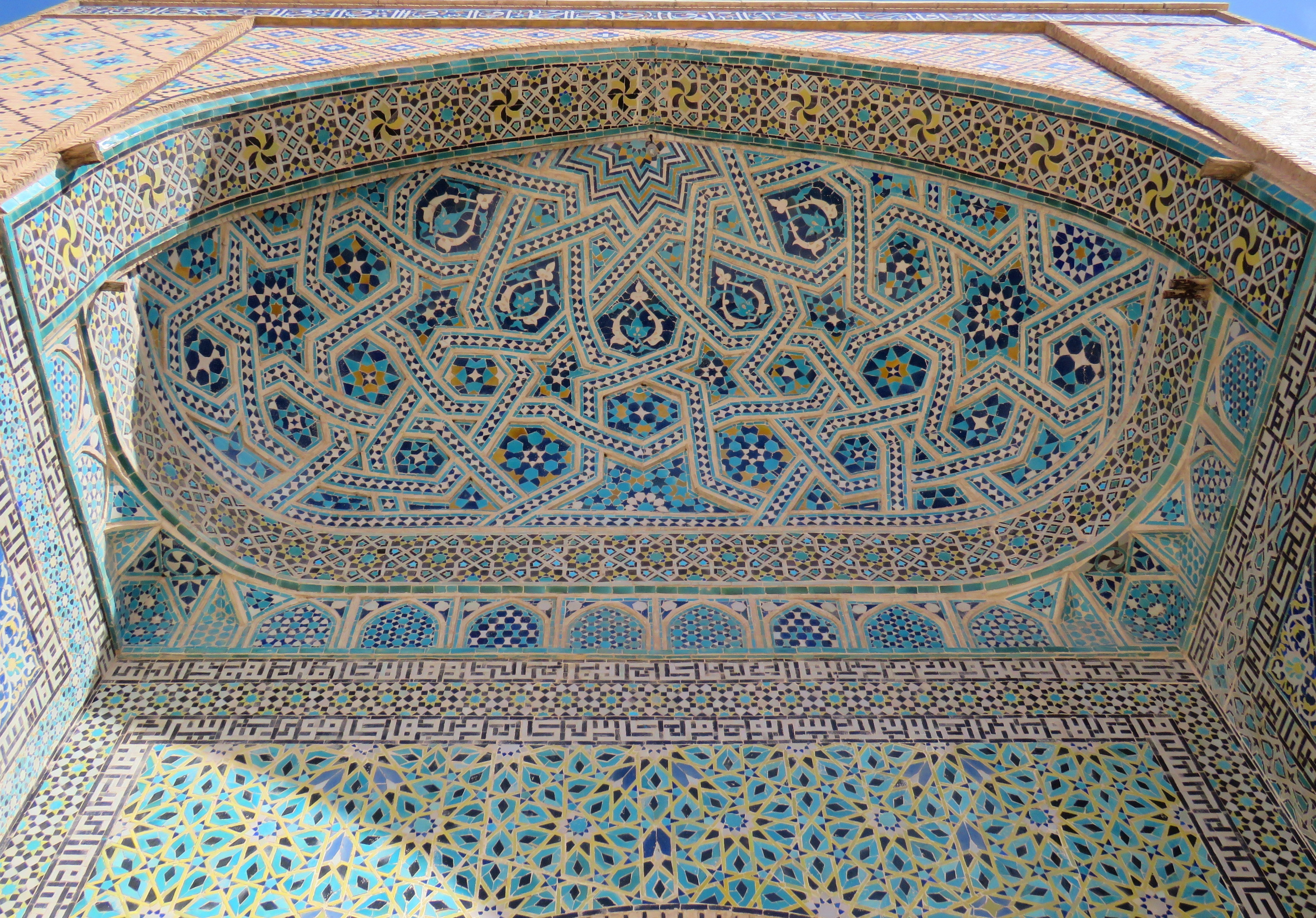
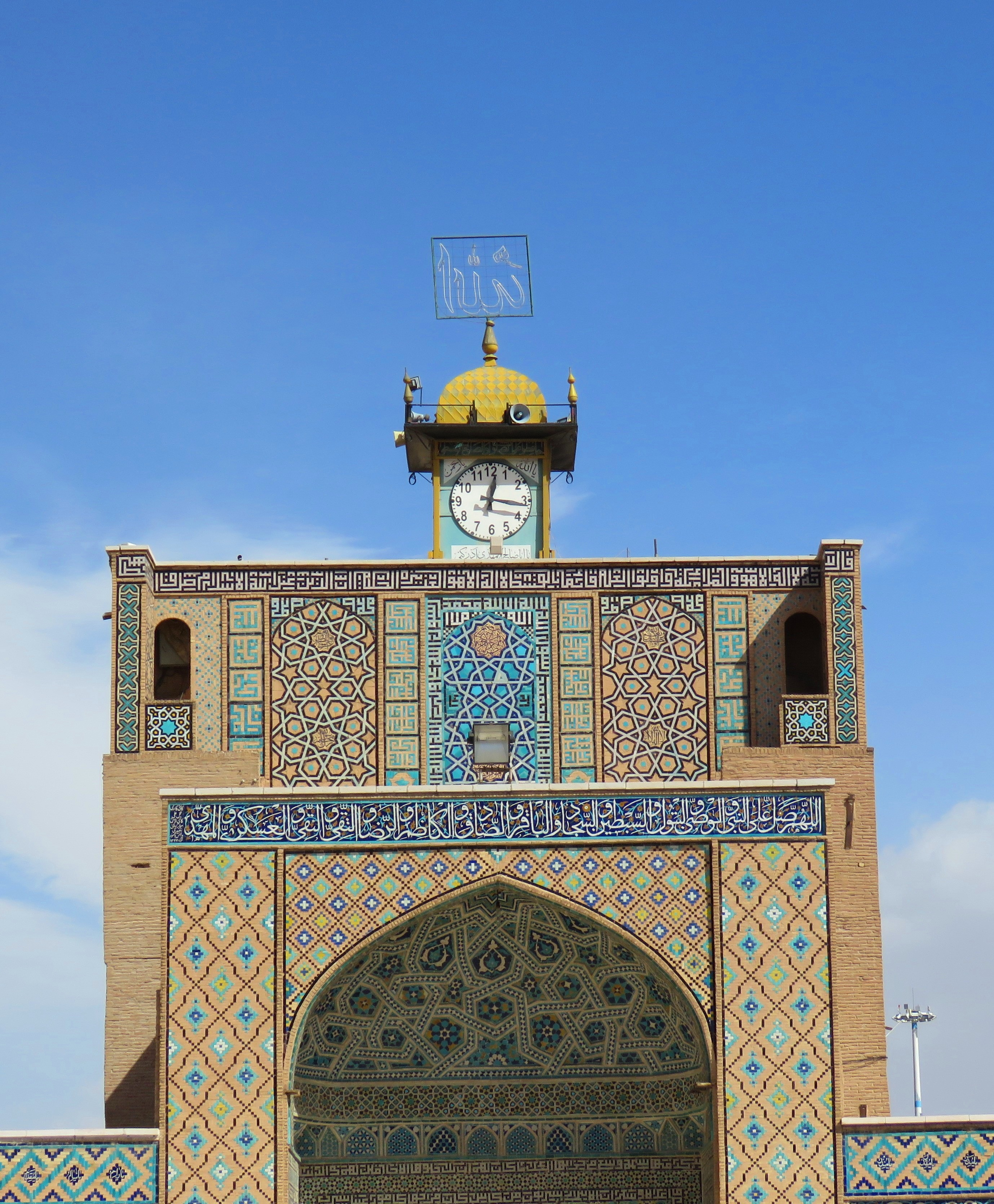
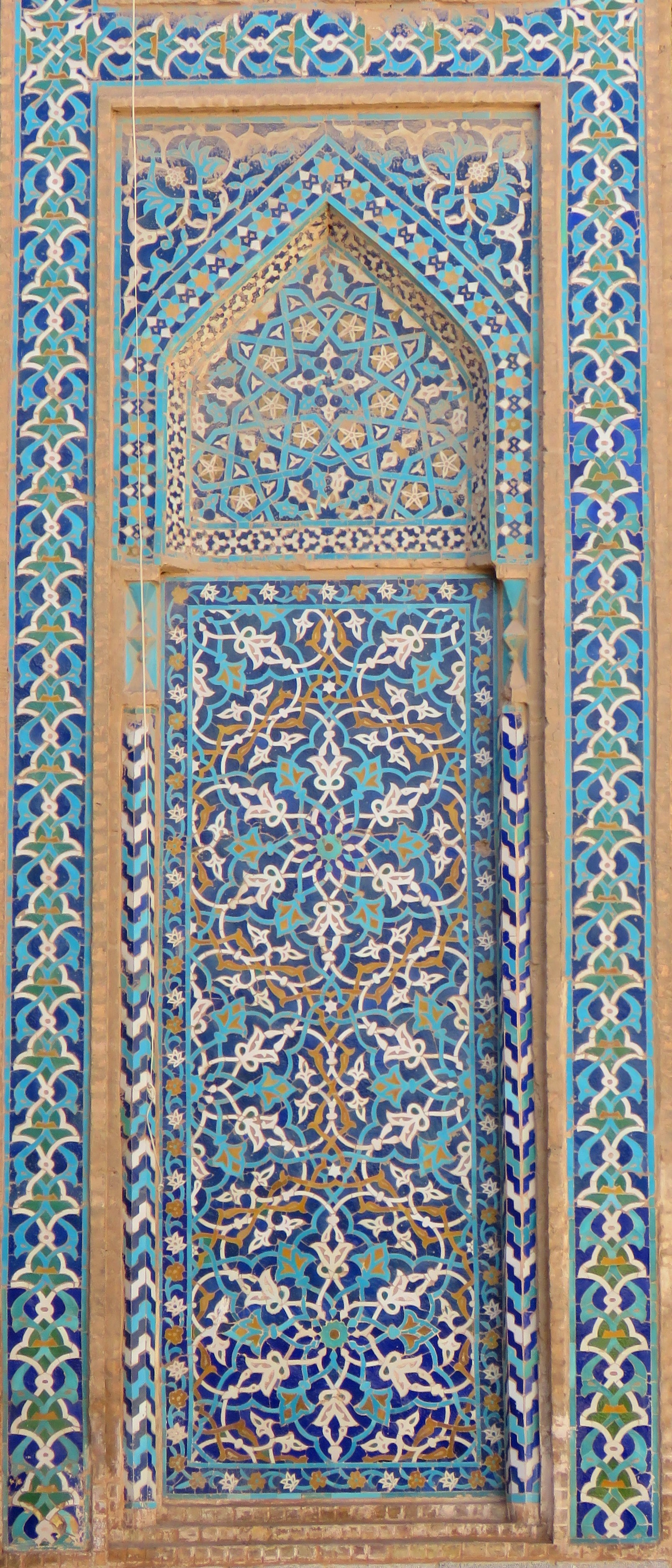
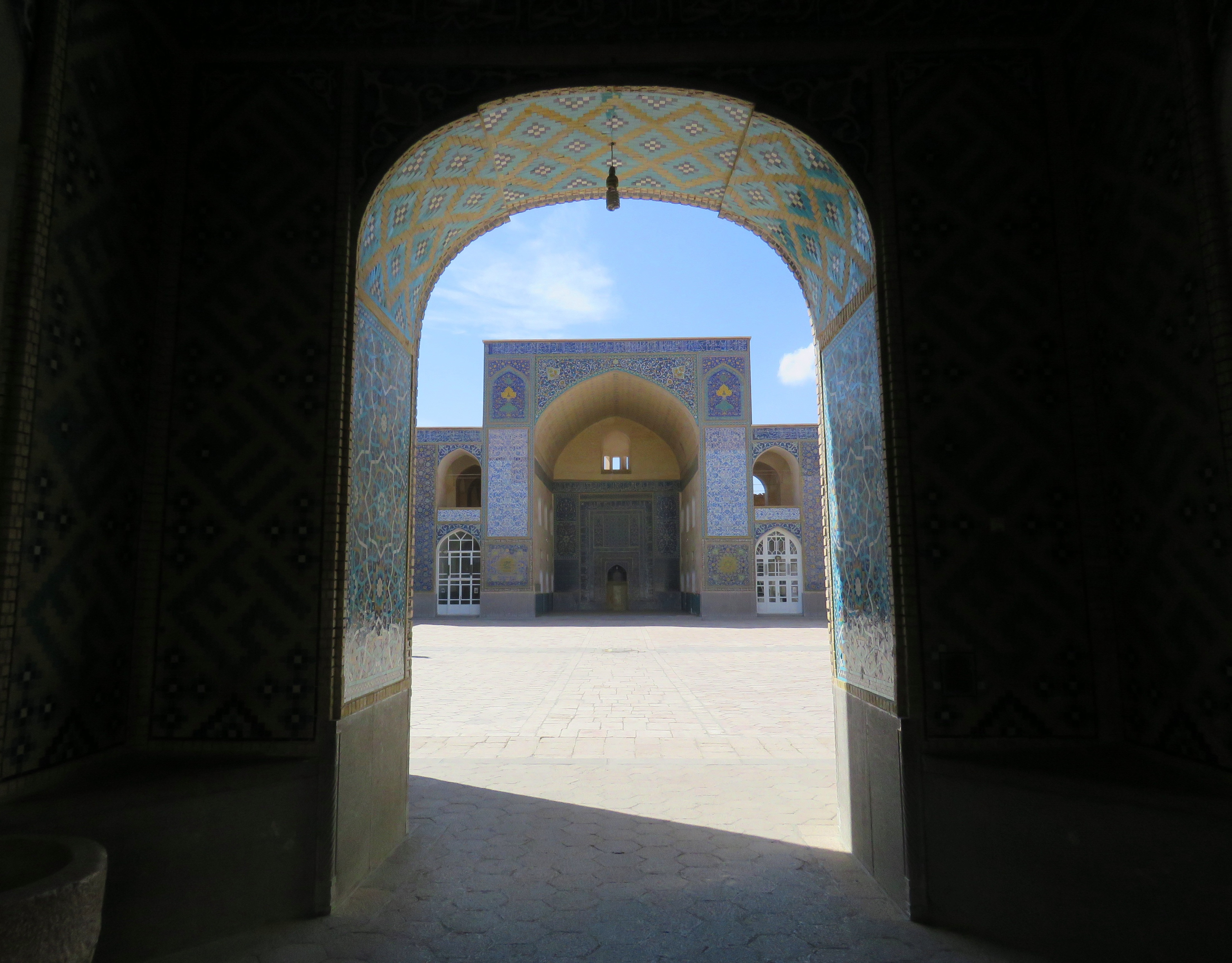
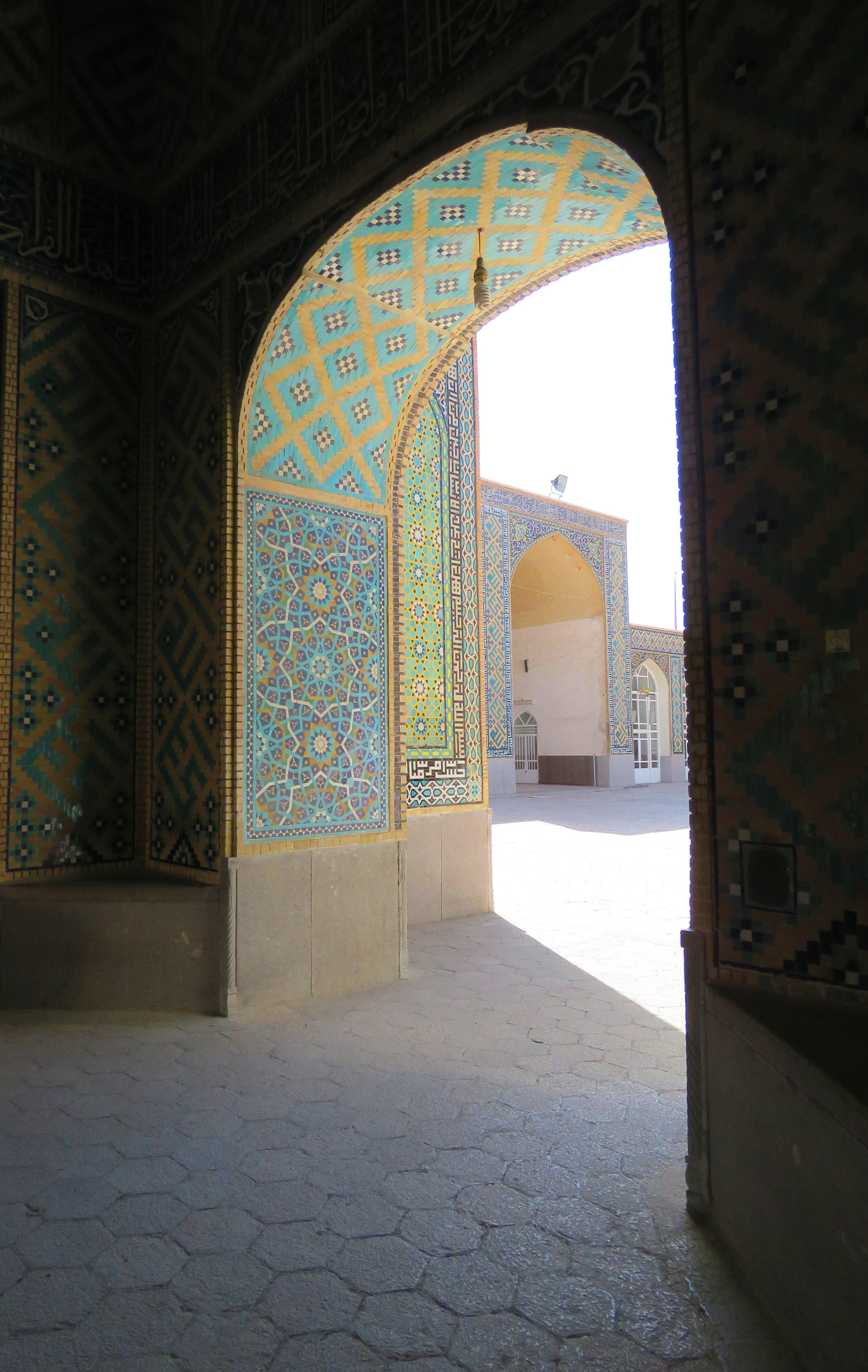
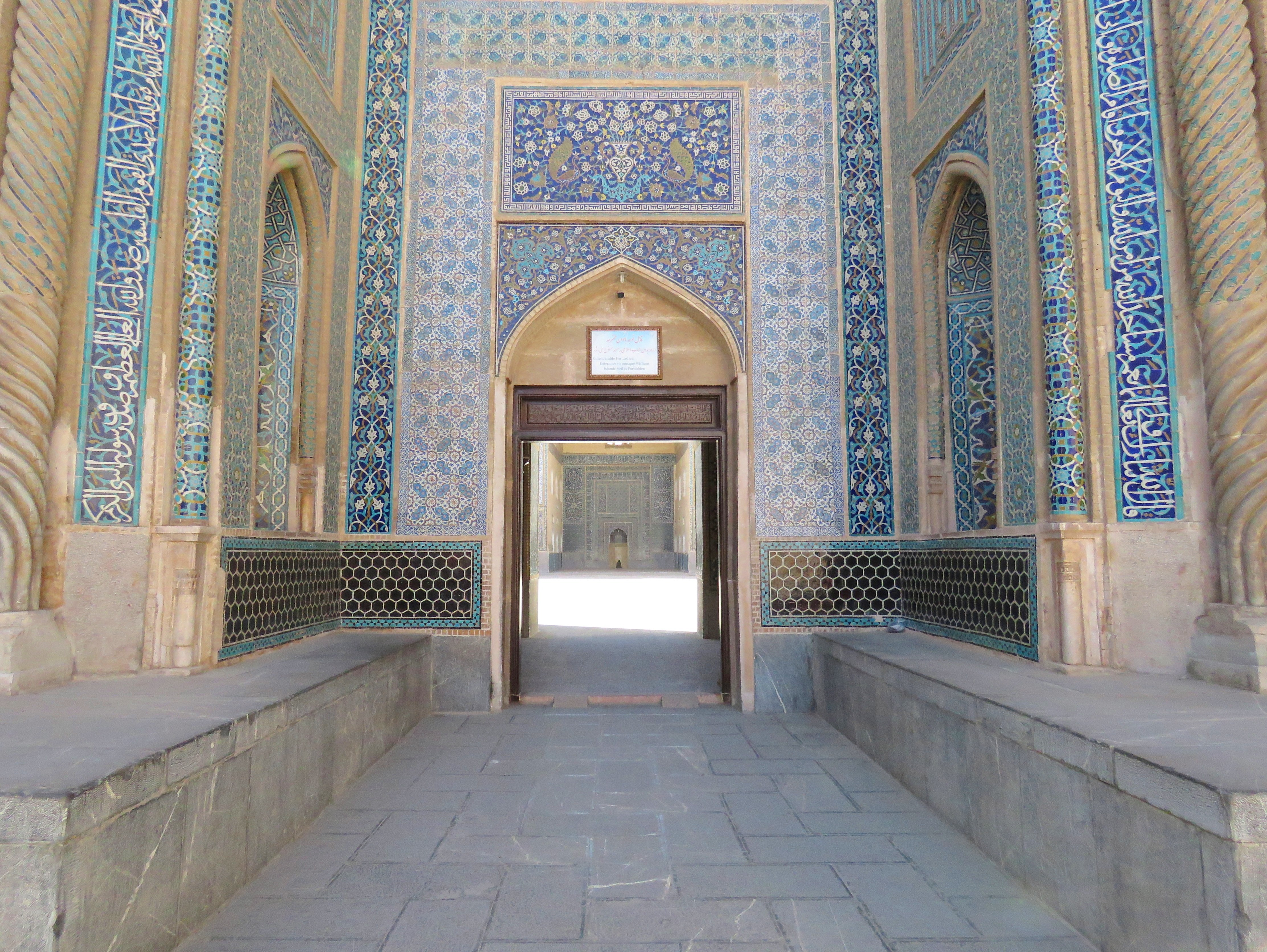
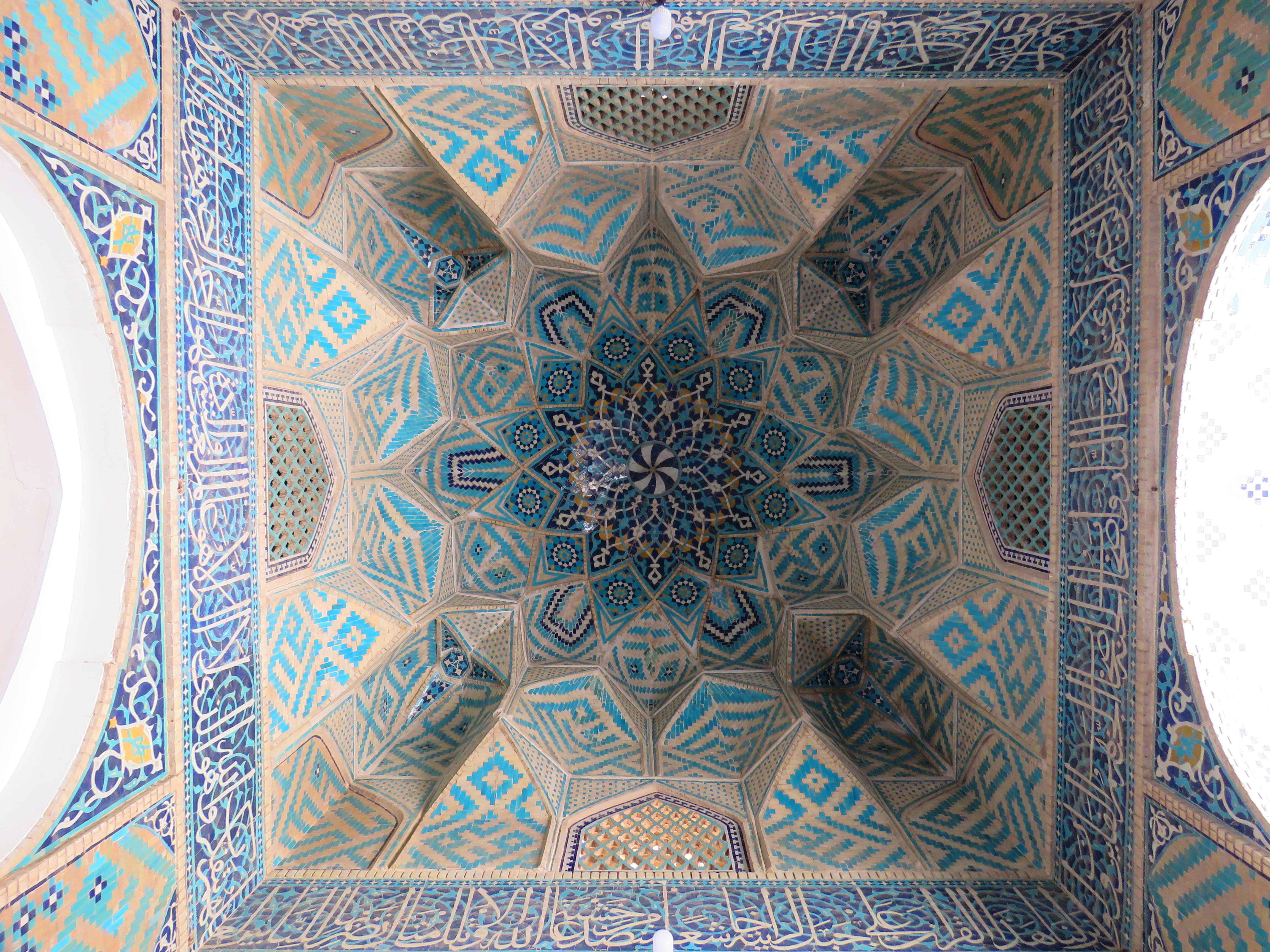
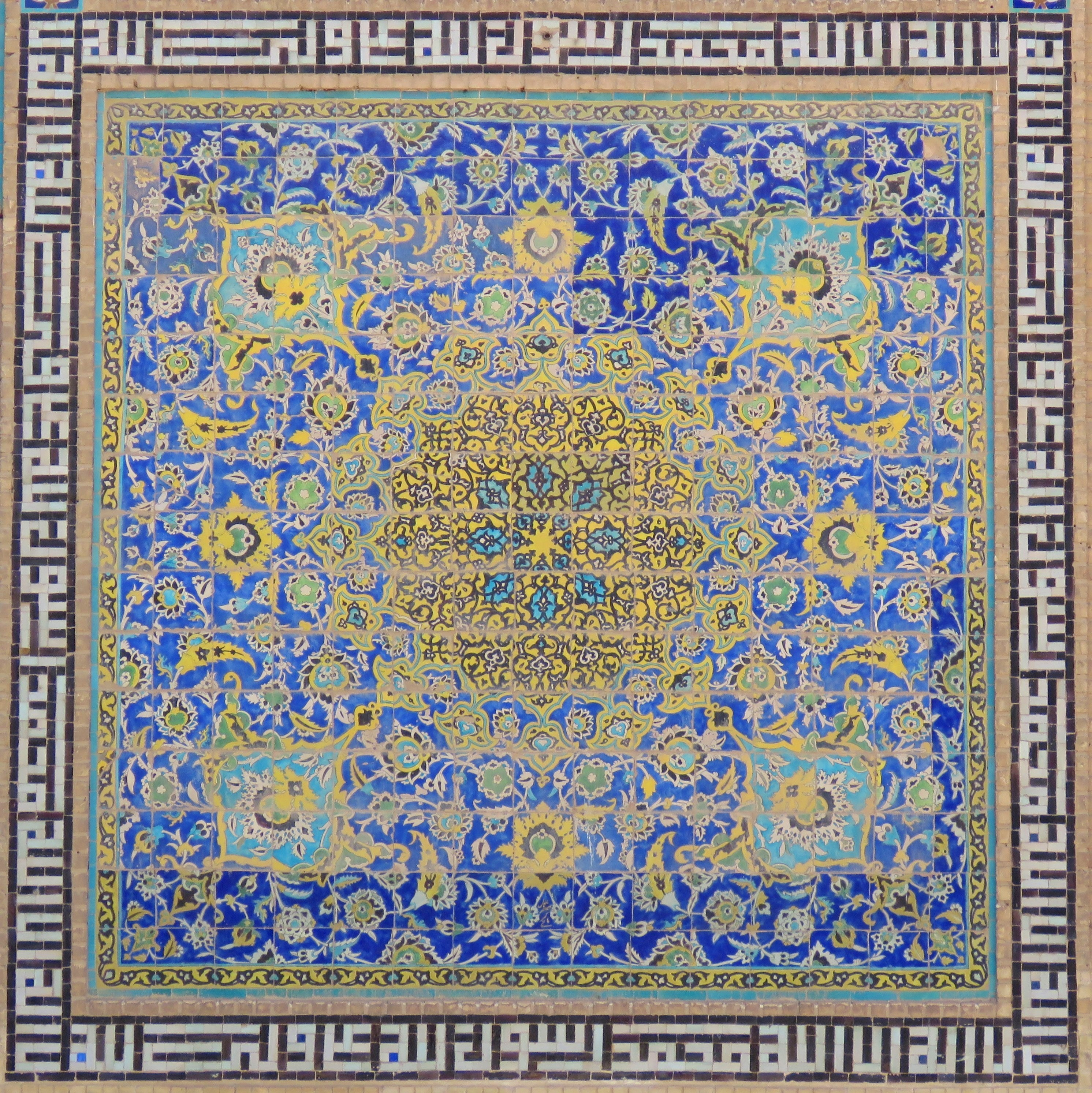
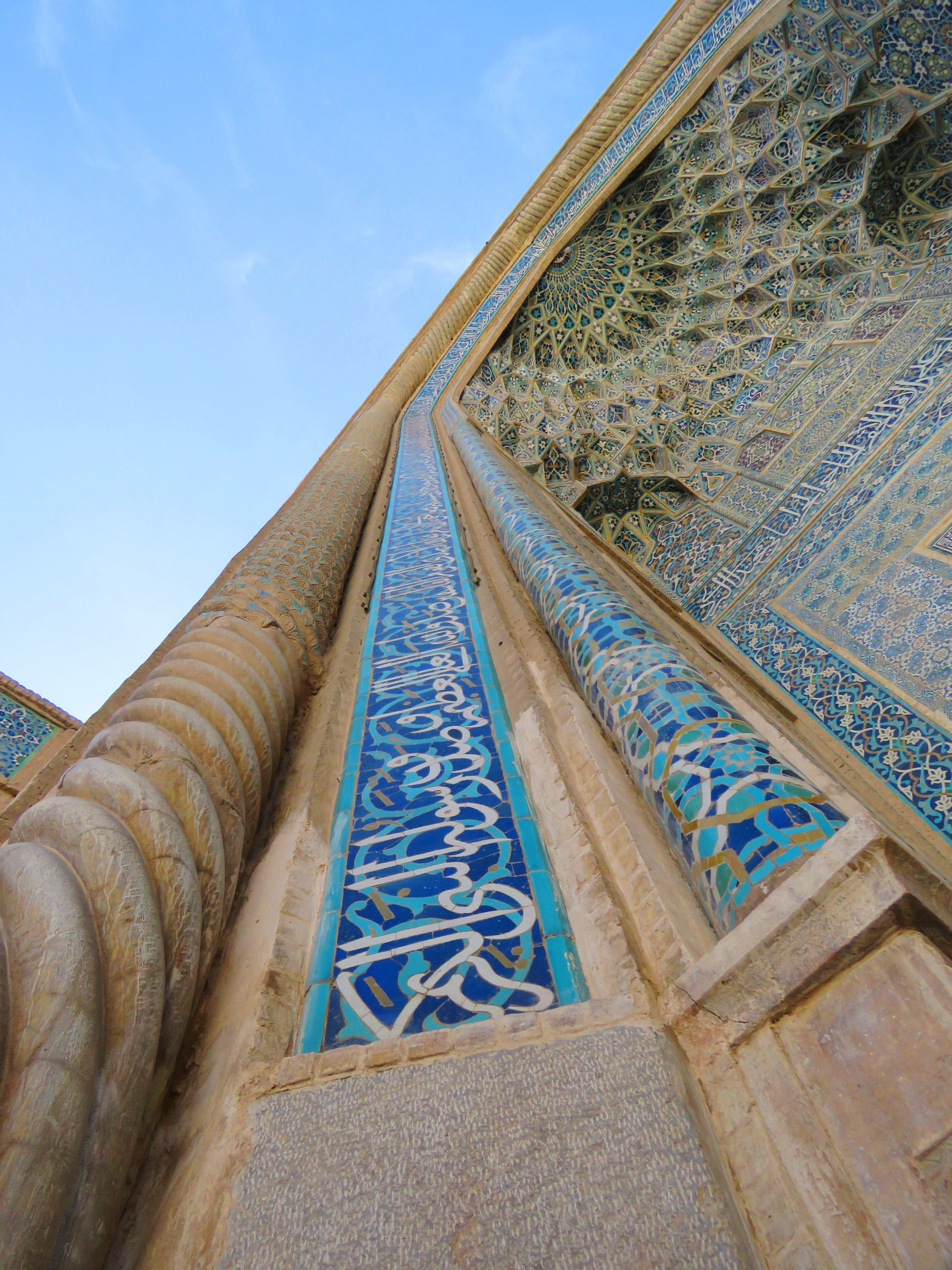
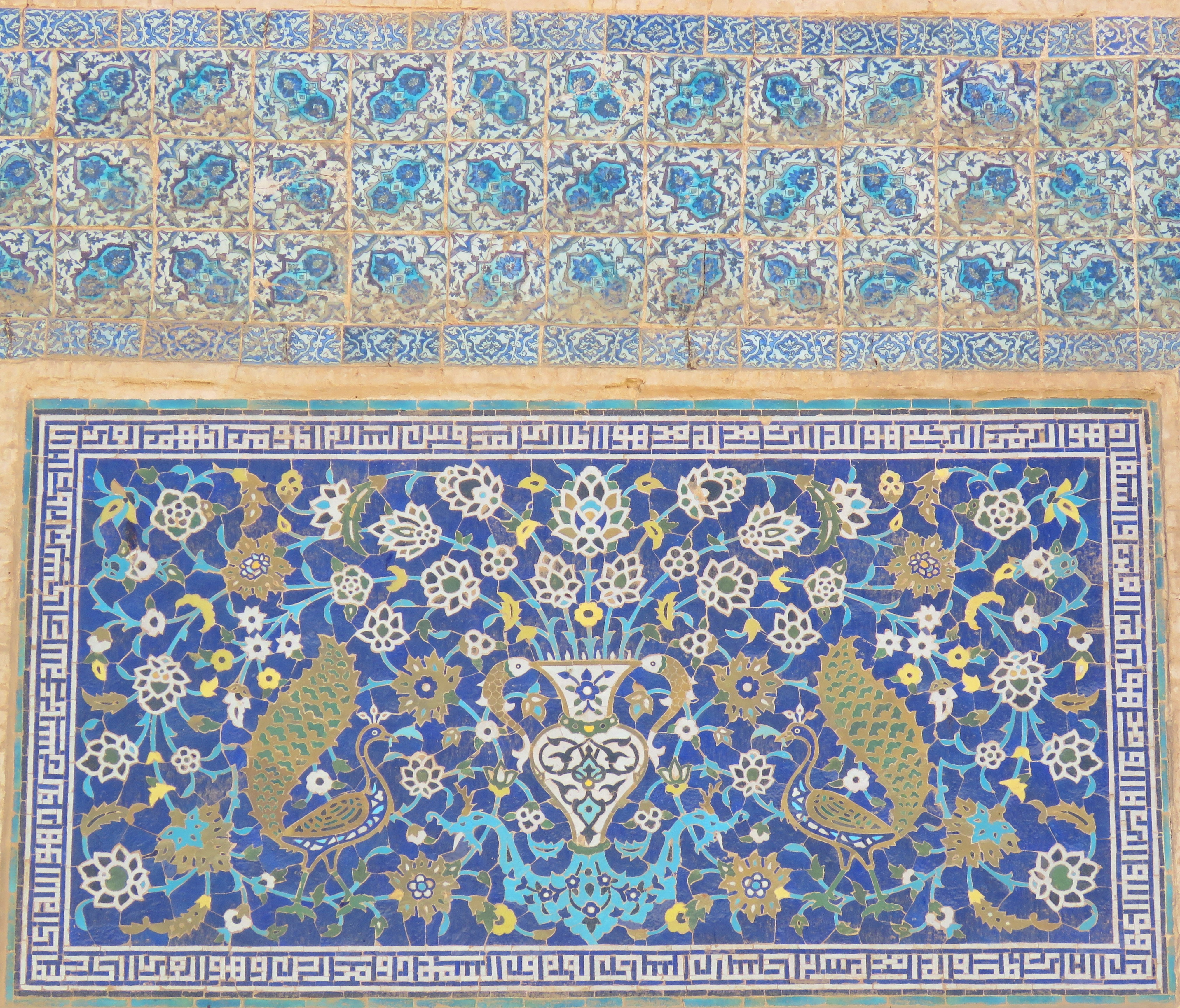
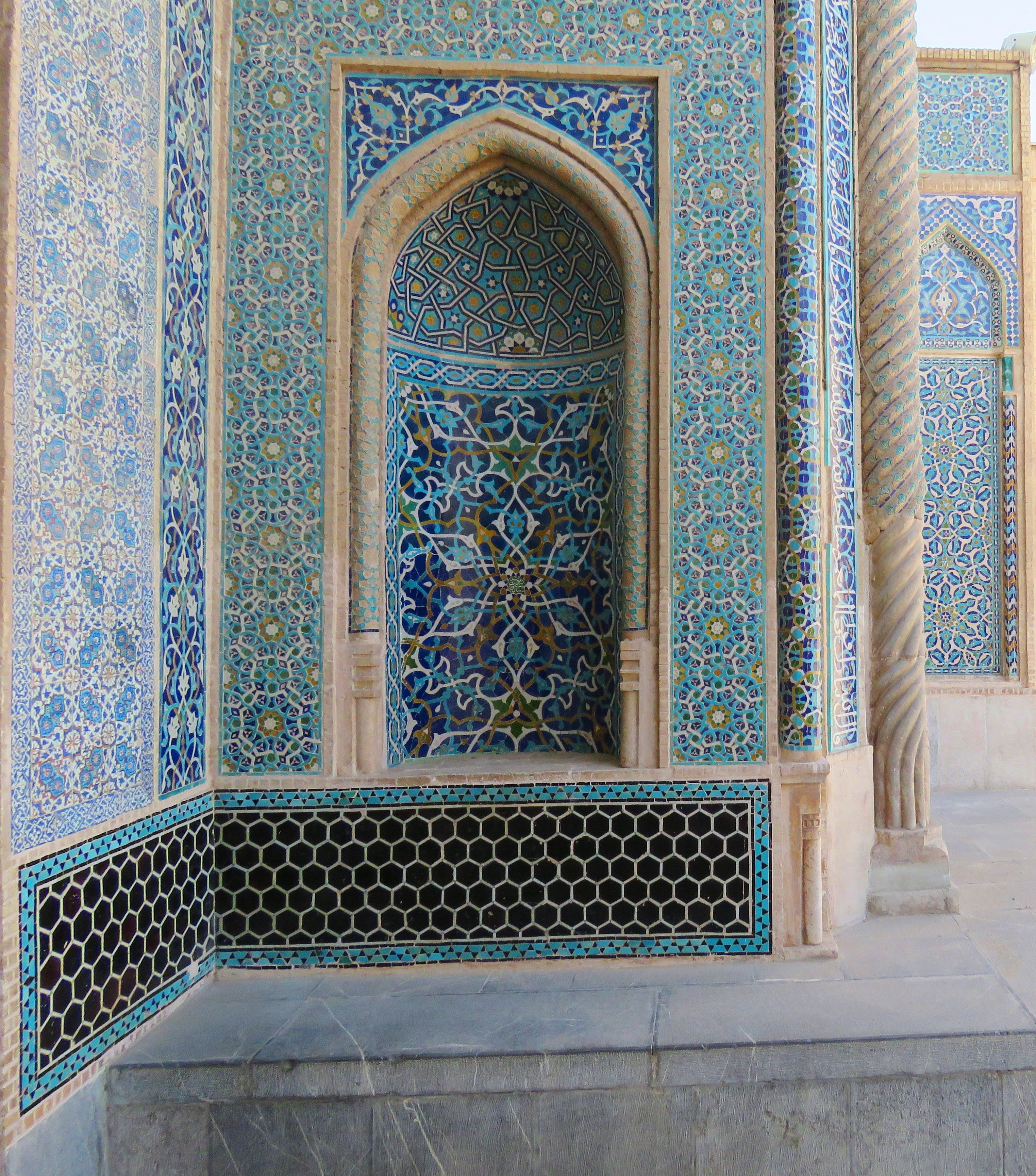
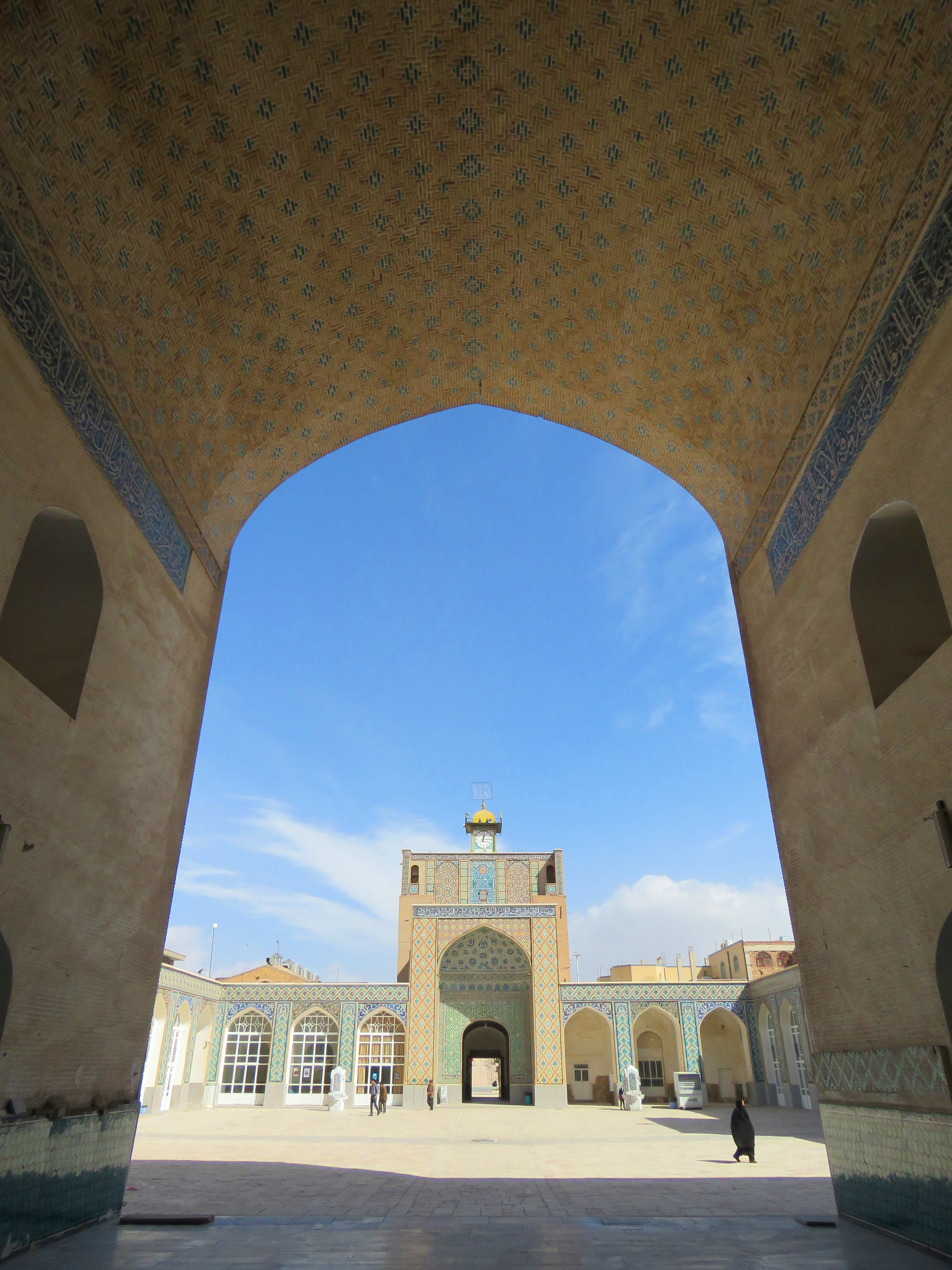
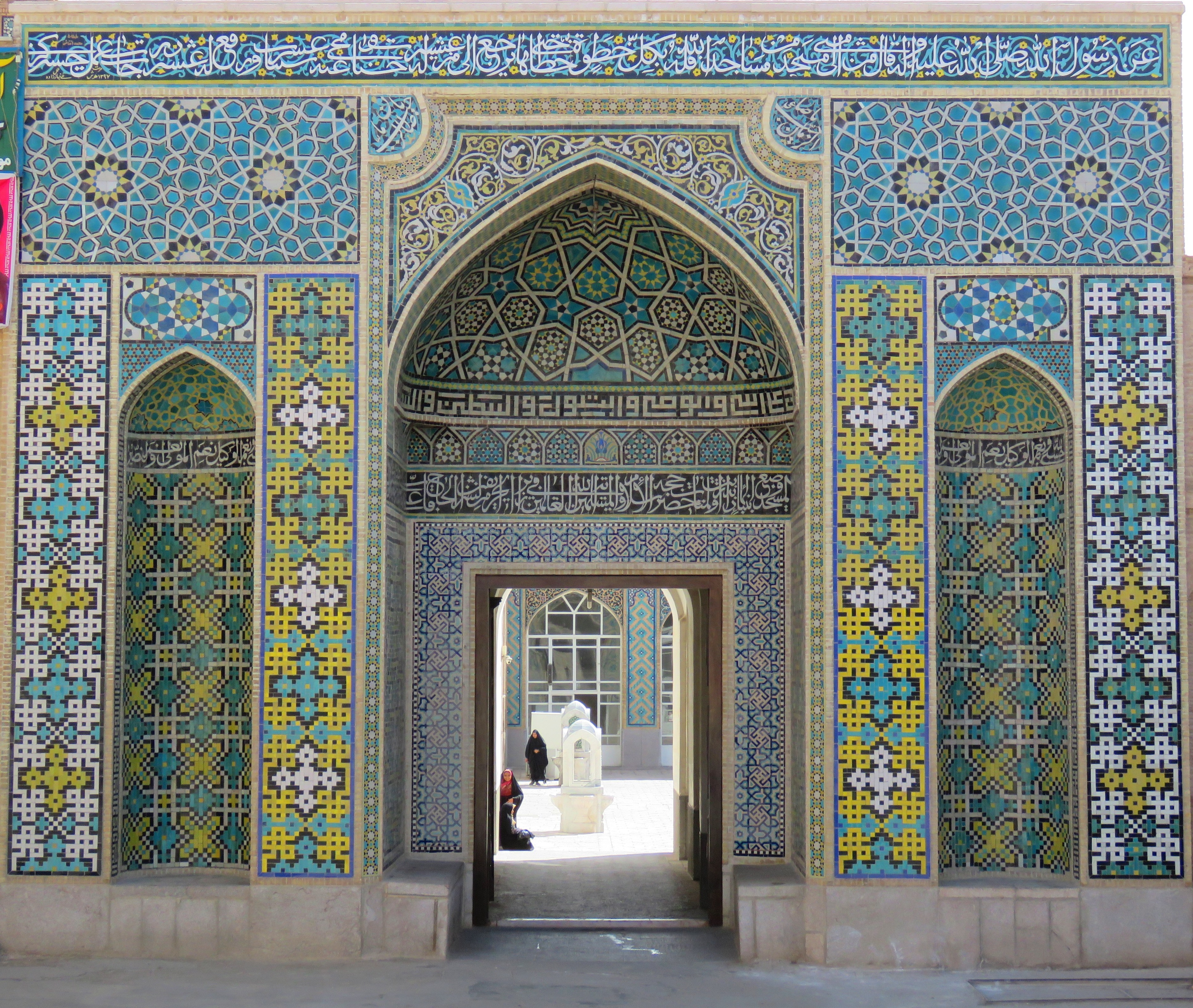
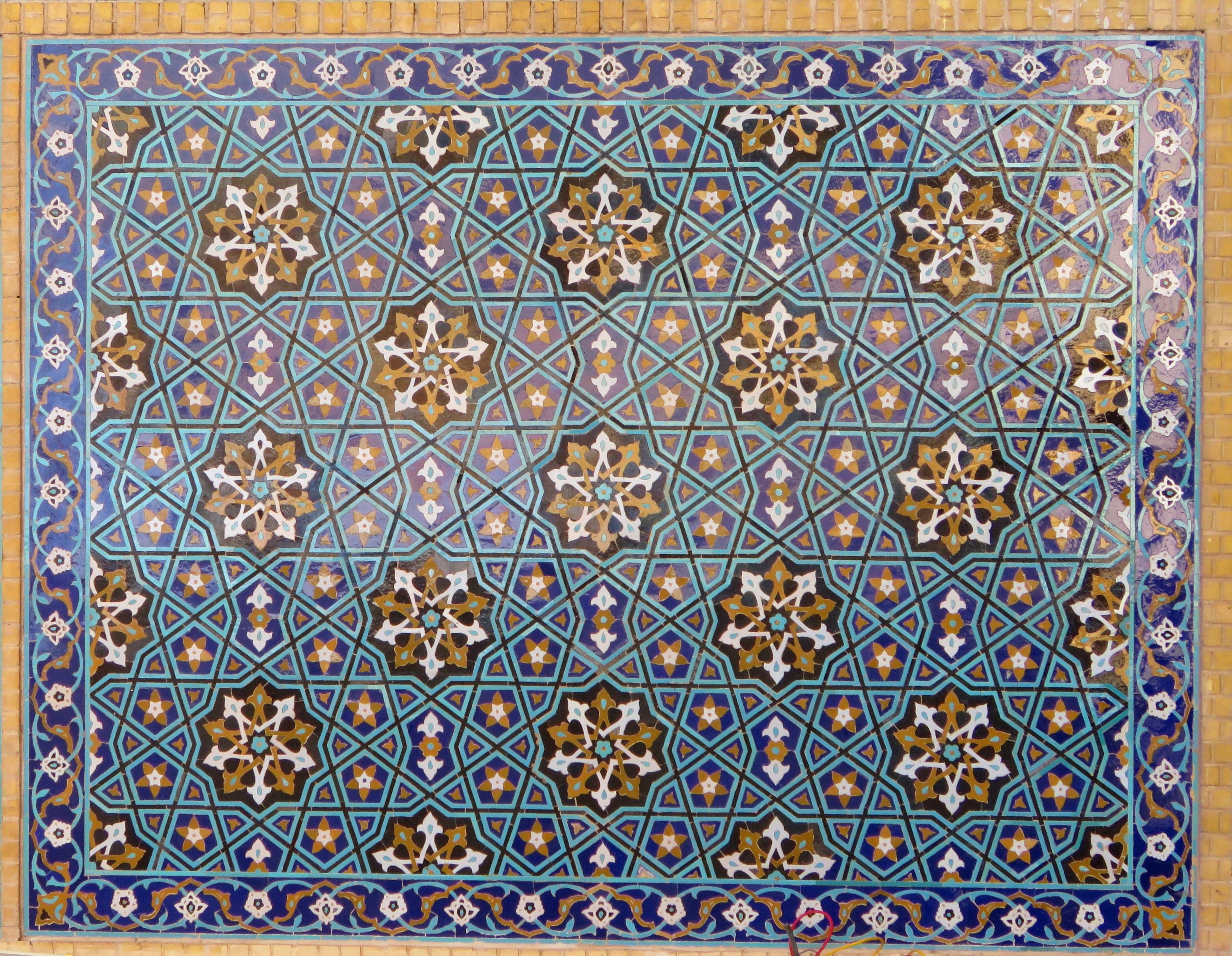
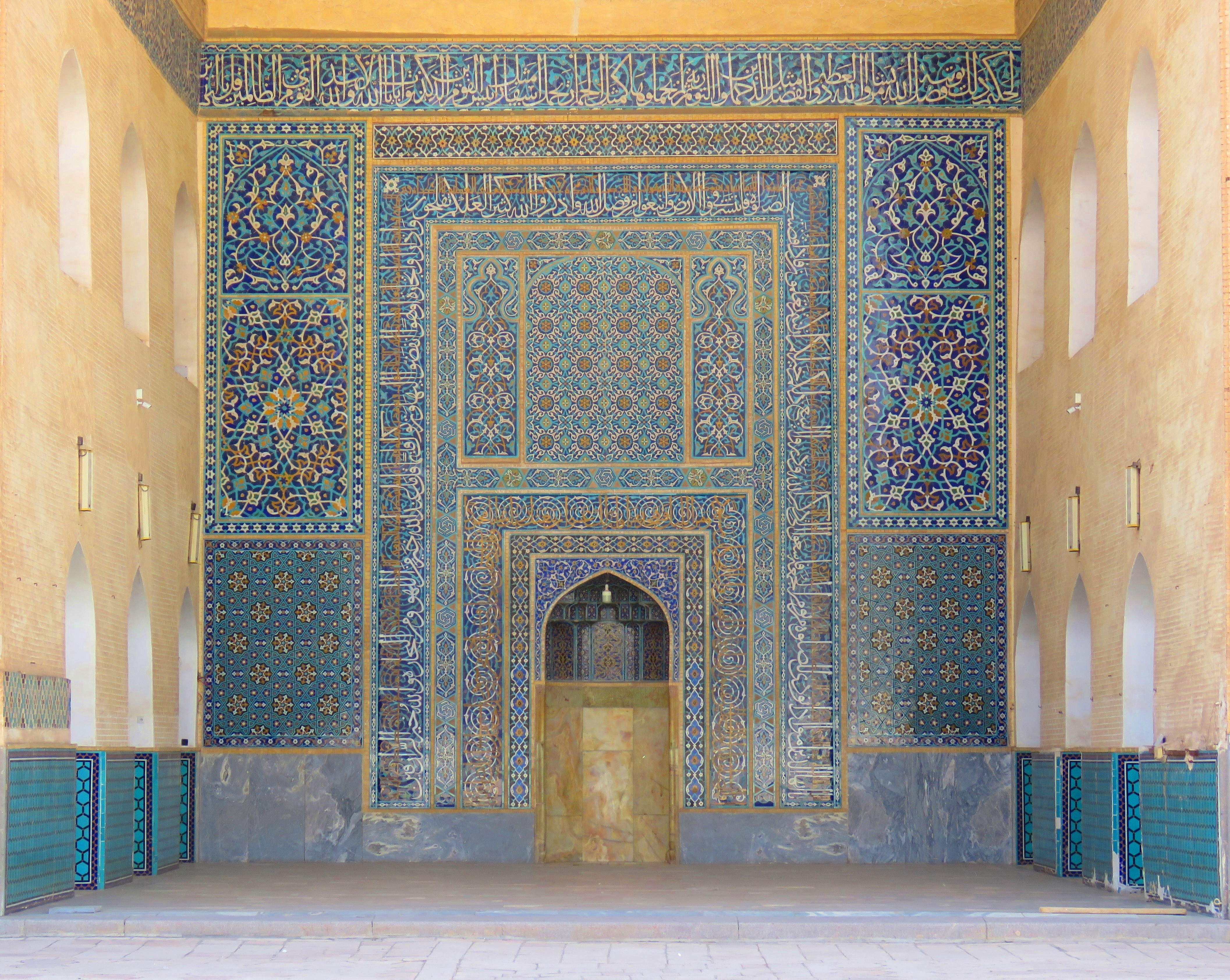
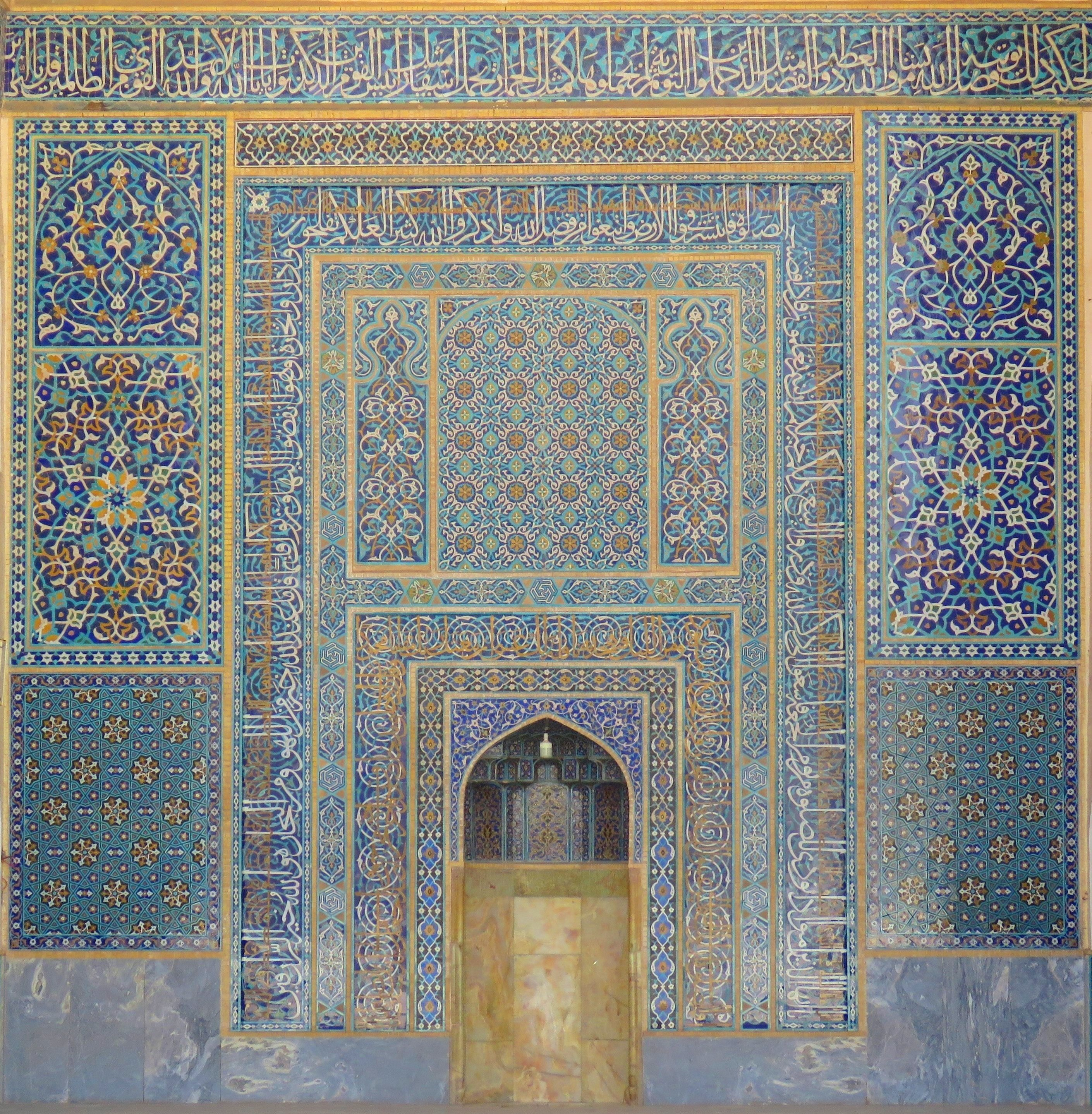
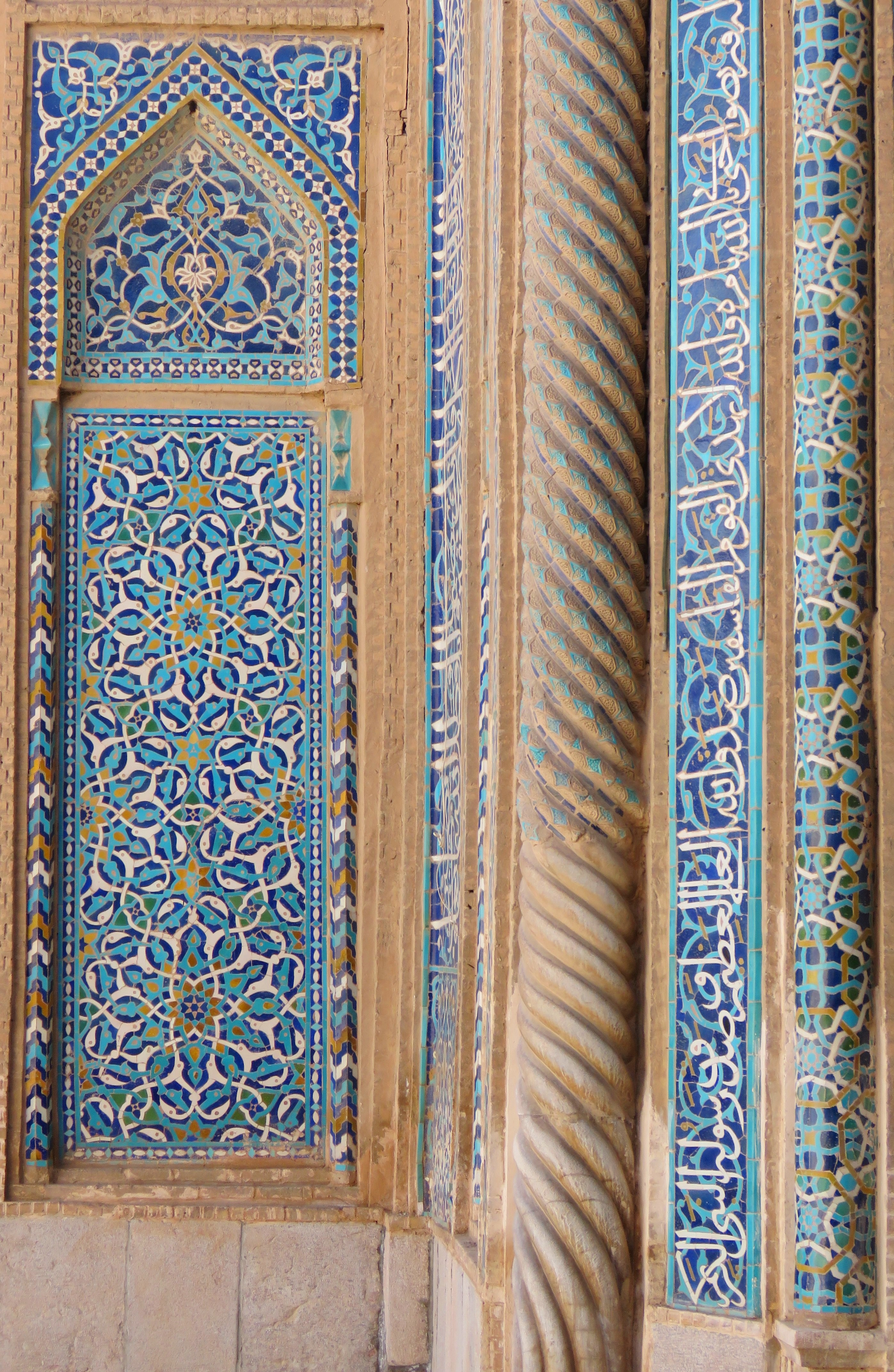
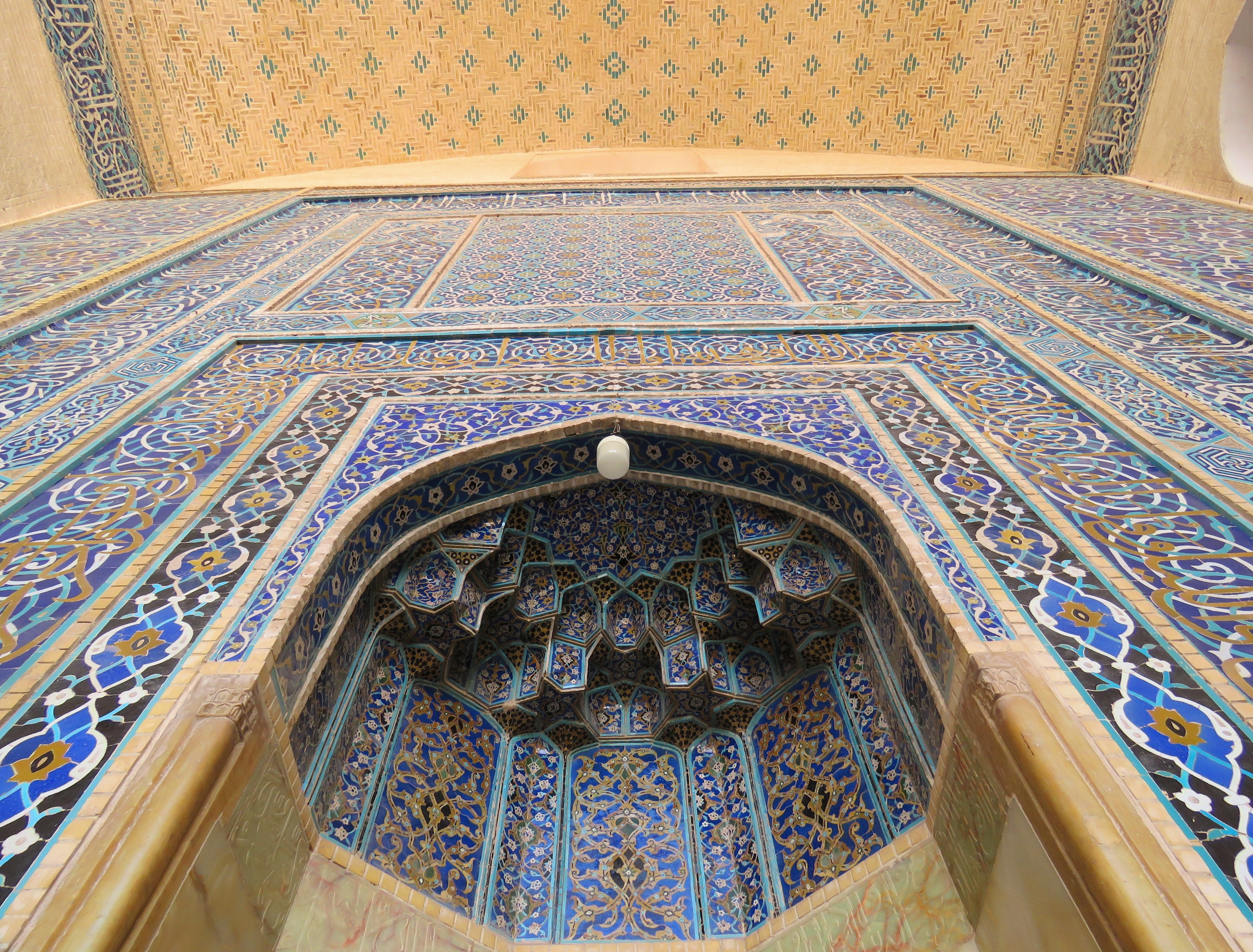
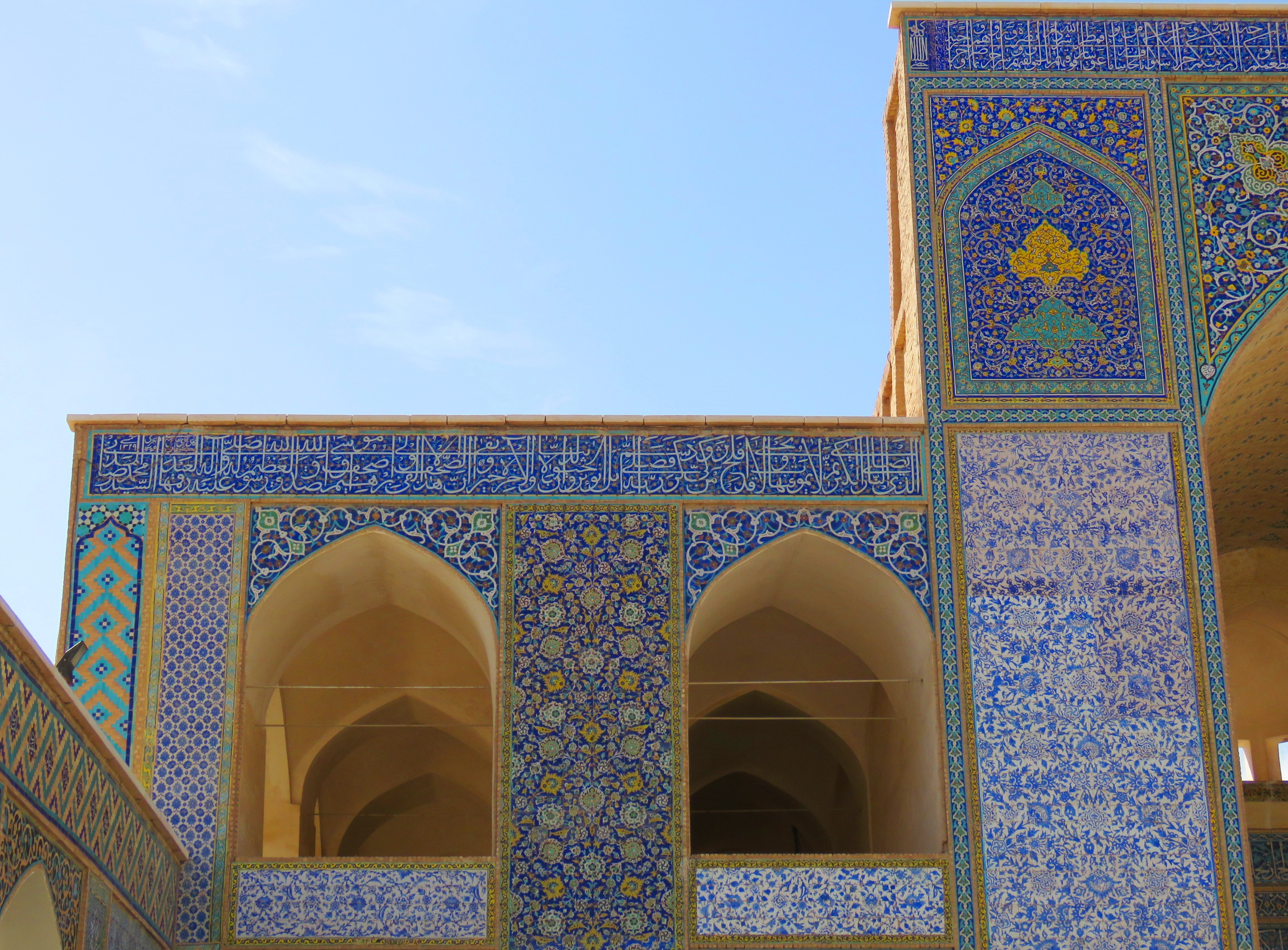
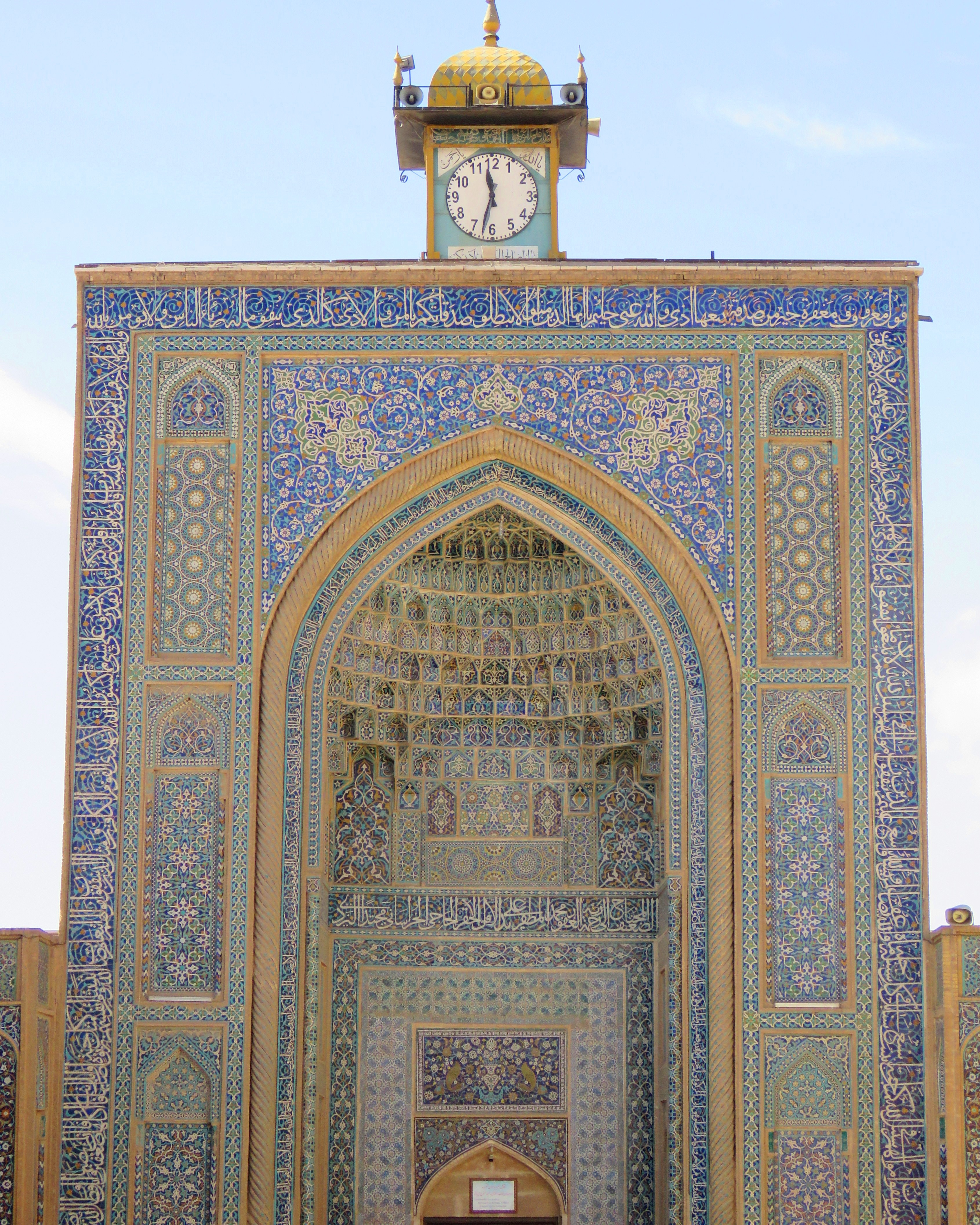
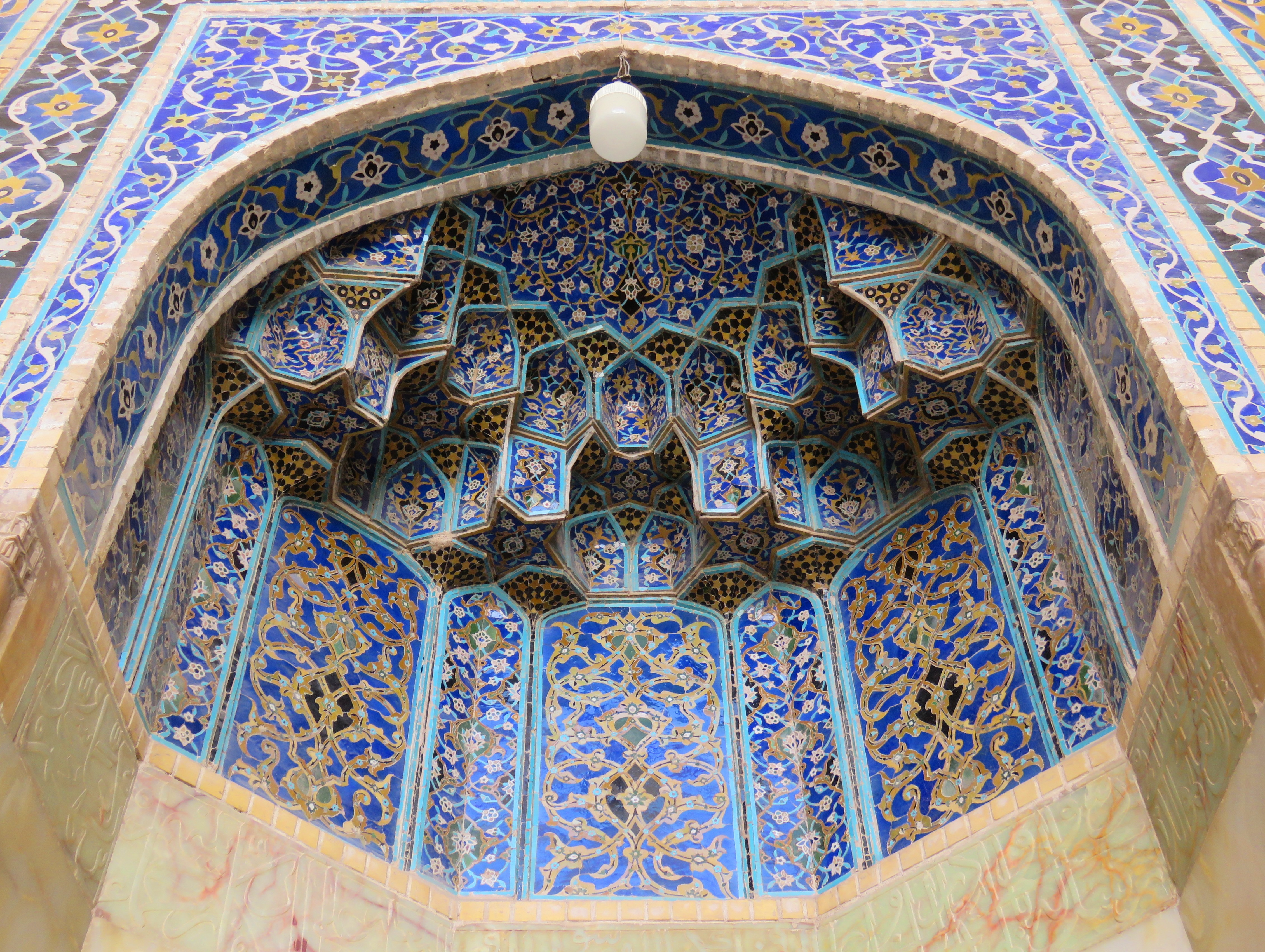
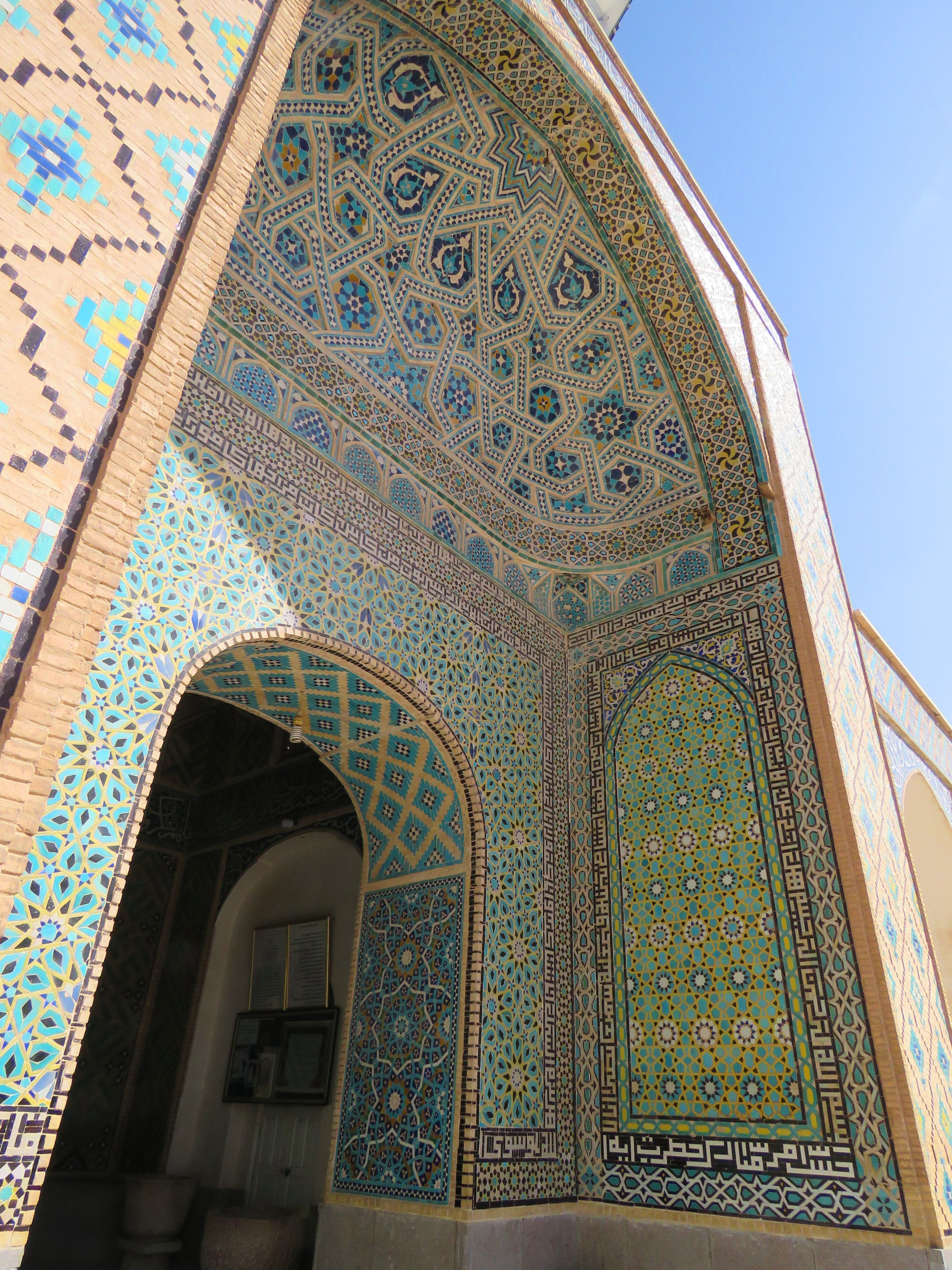
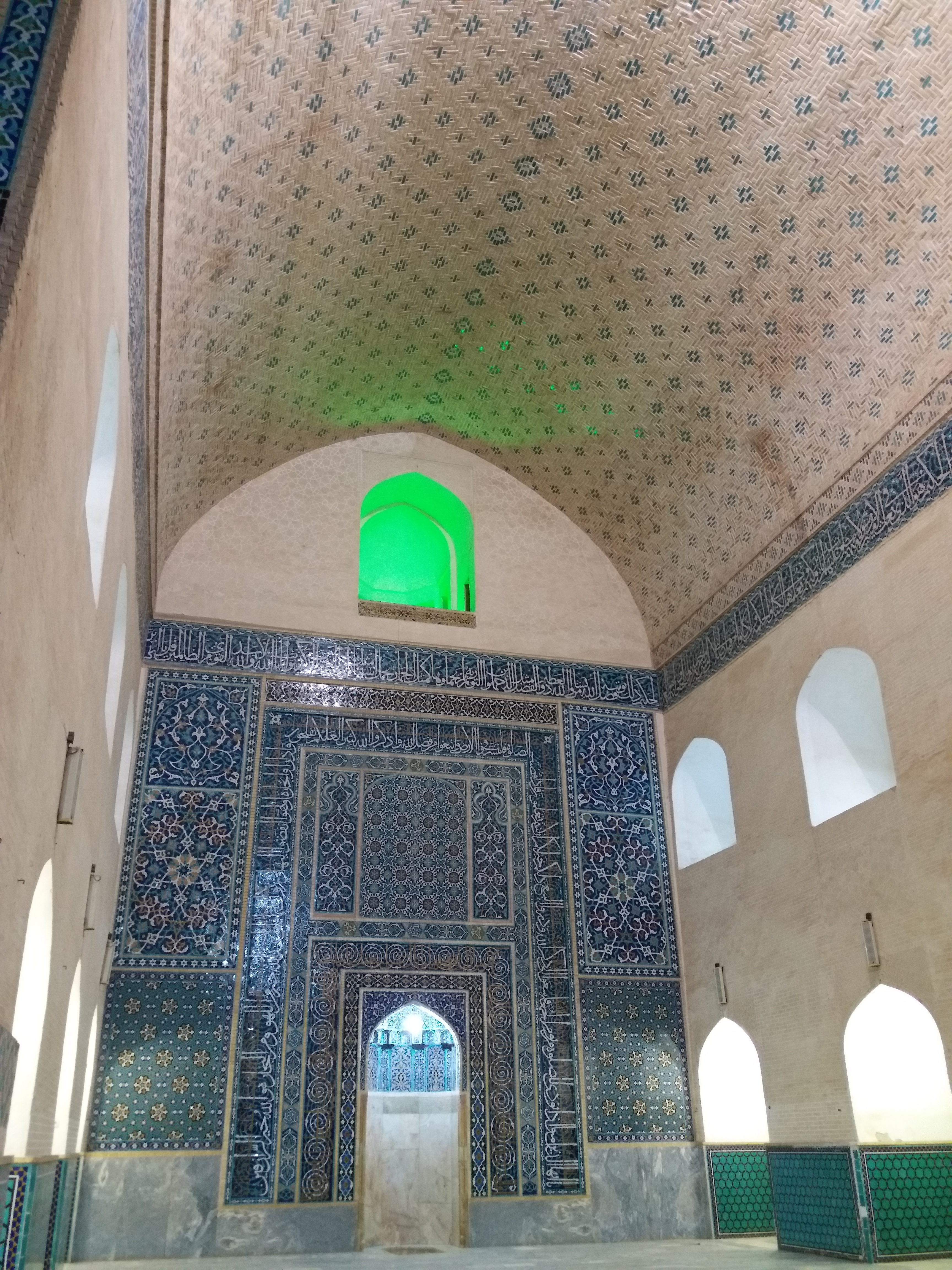
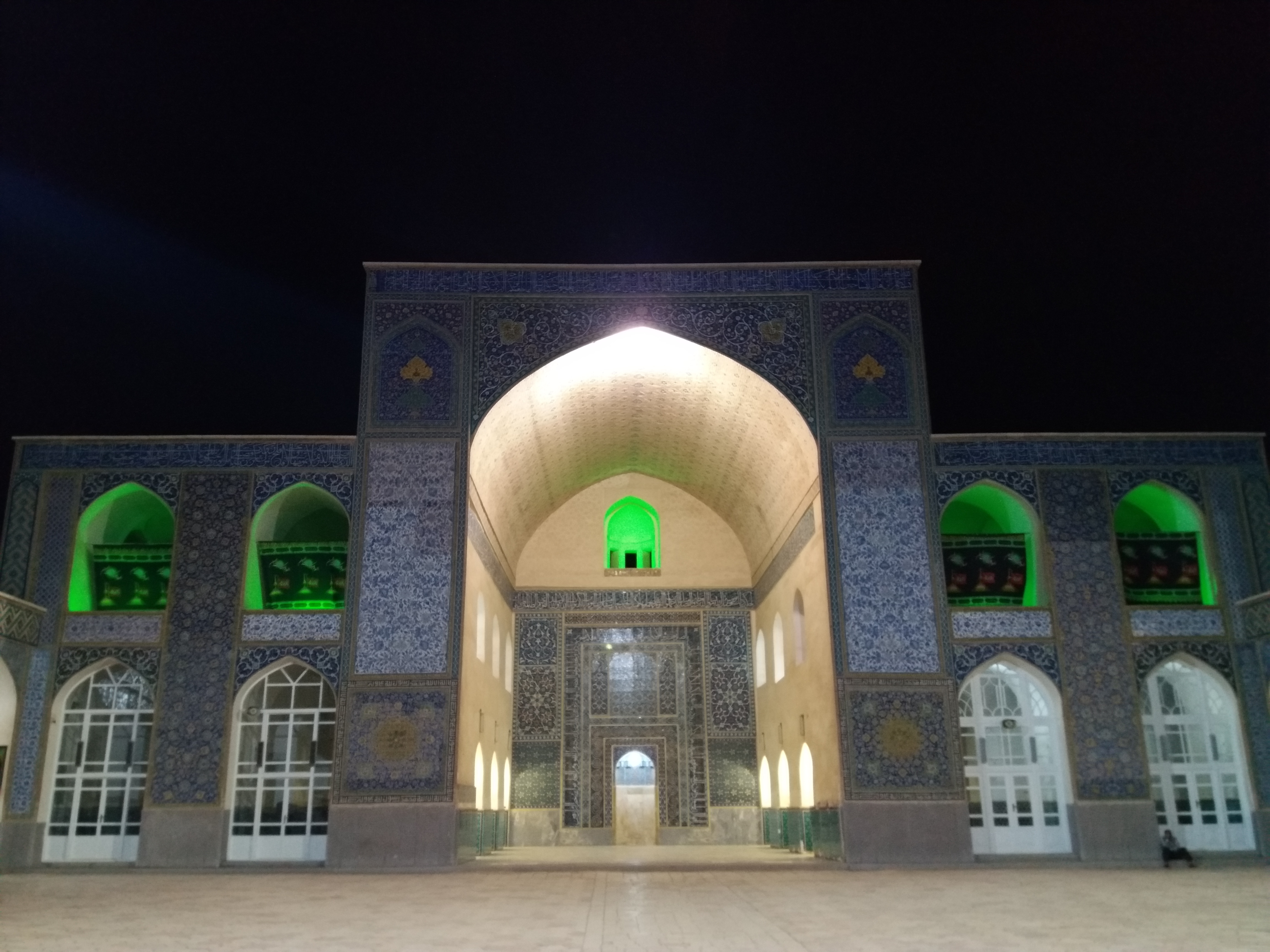
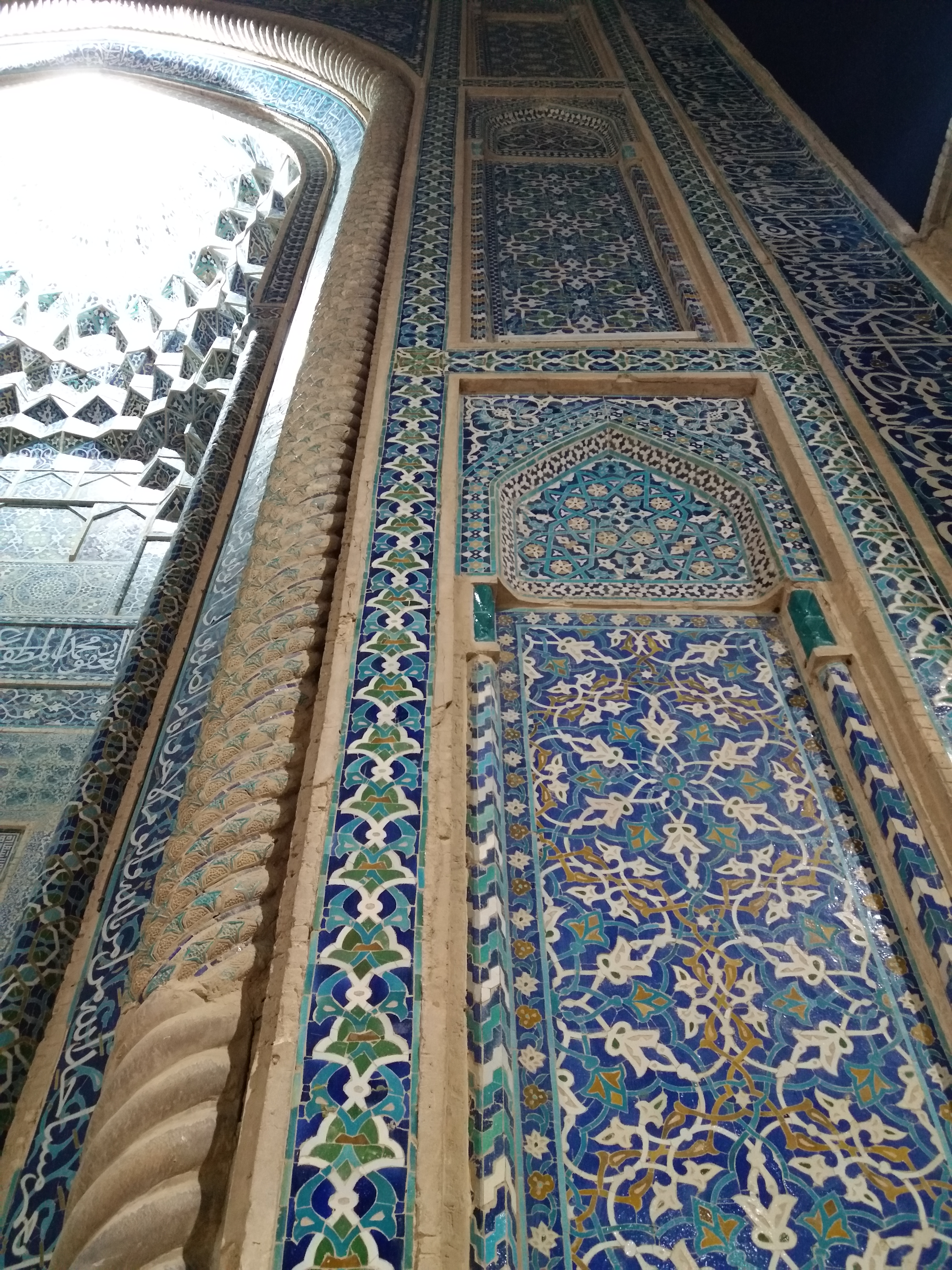
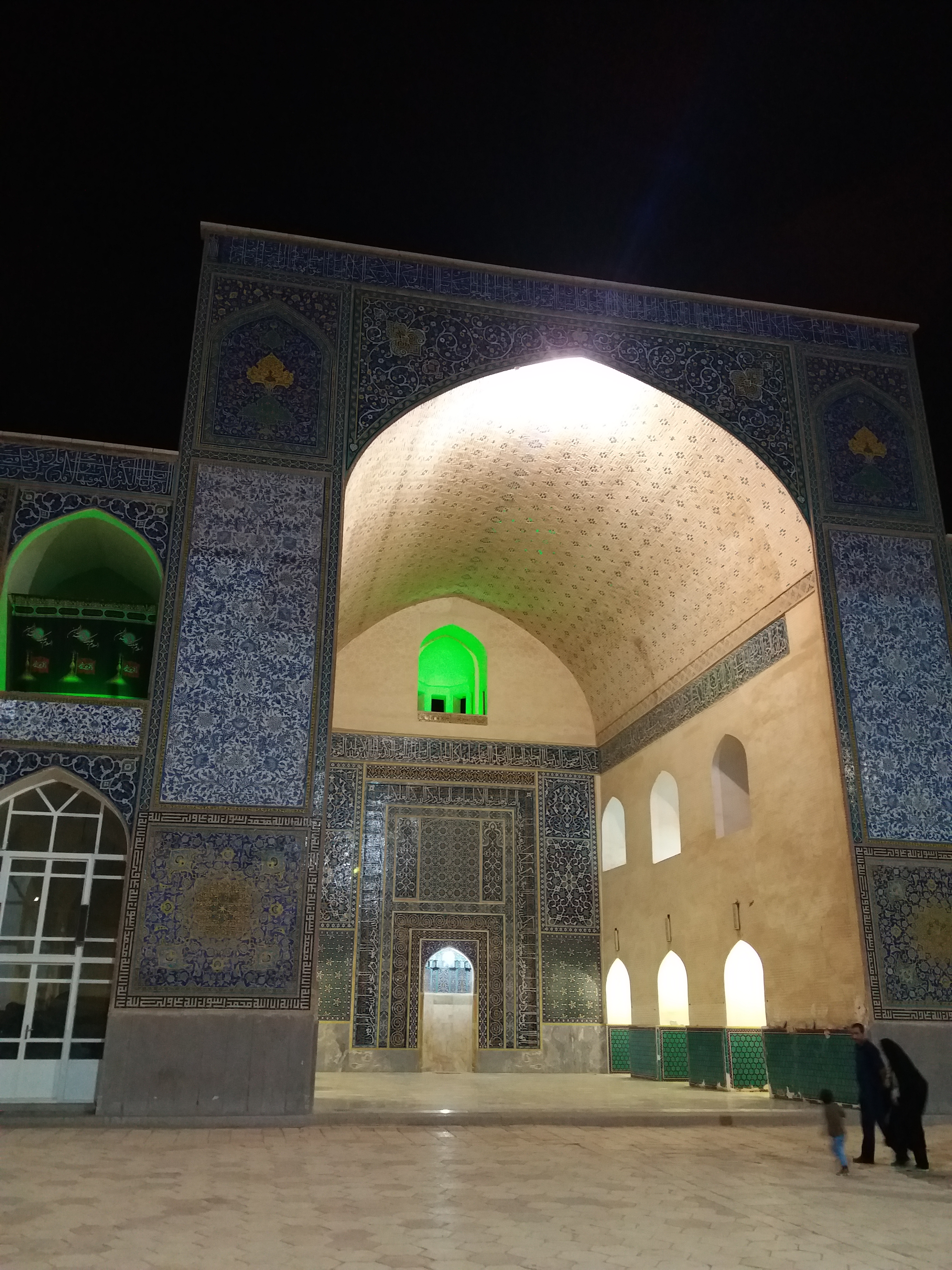
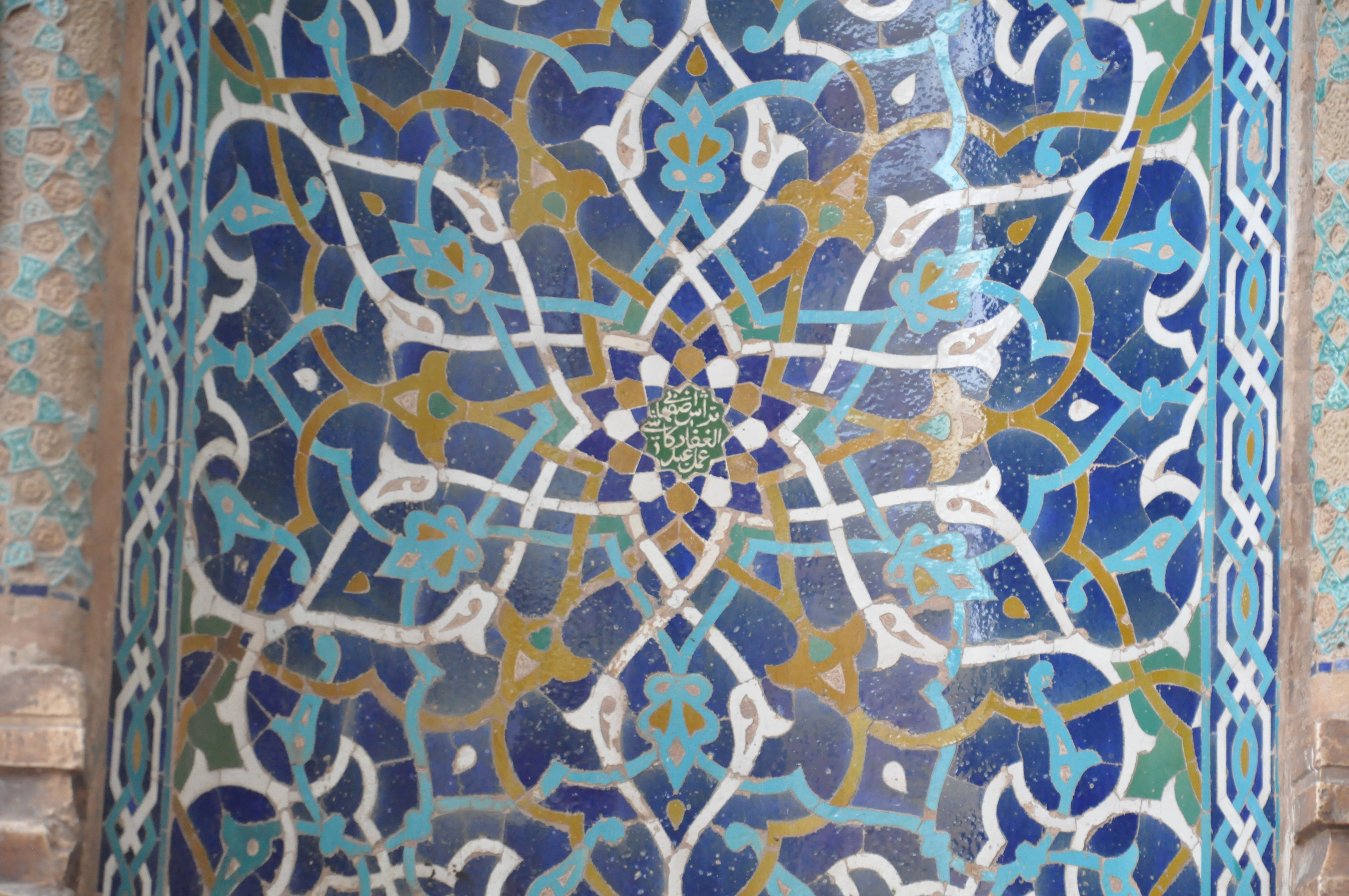
کاشی‌کاری
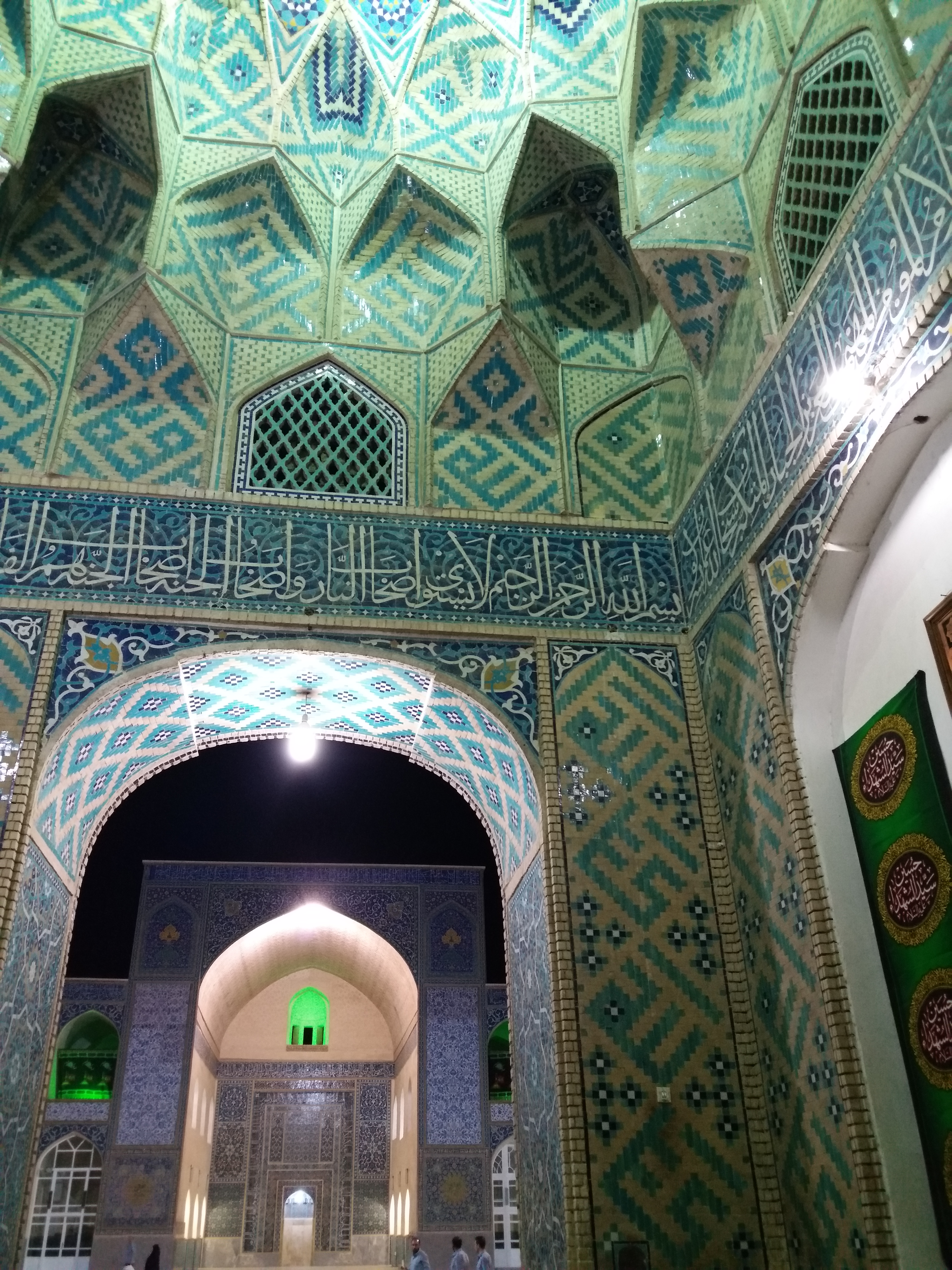
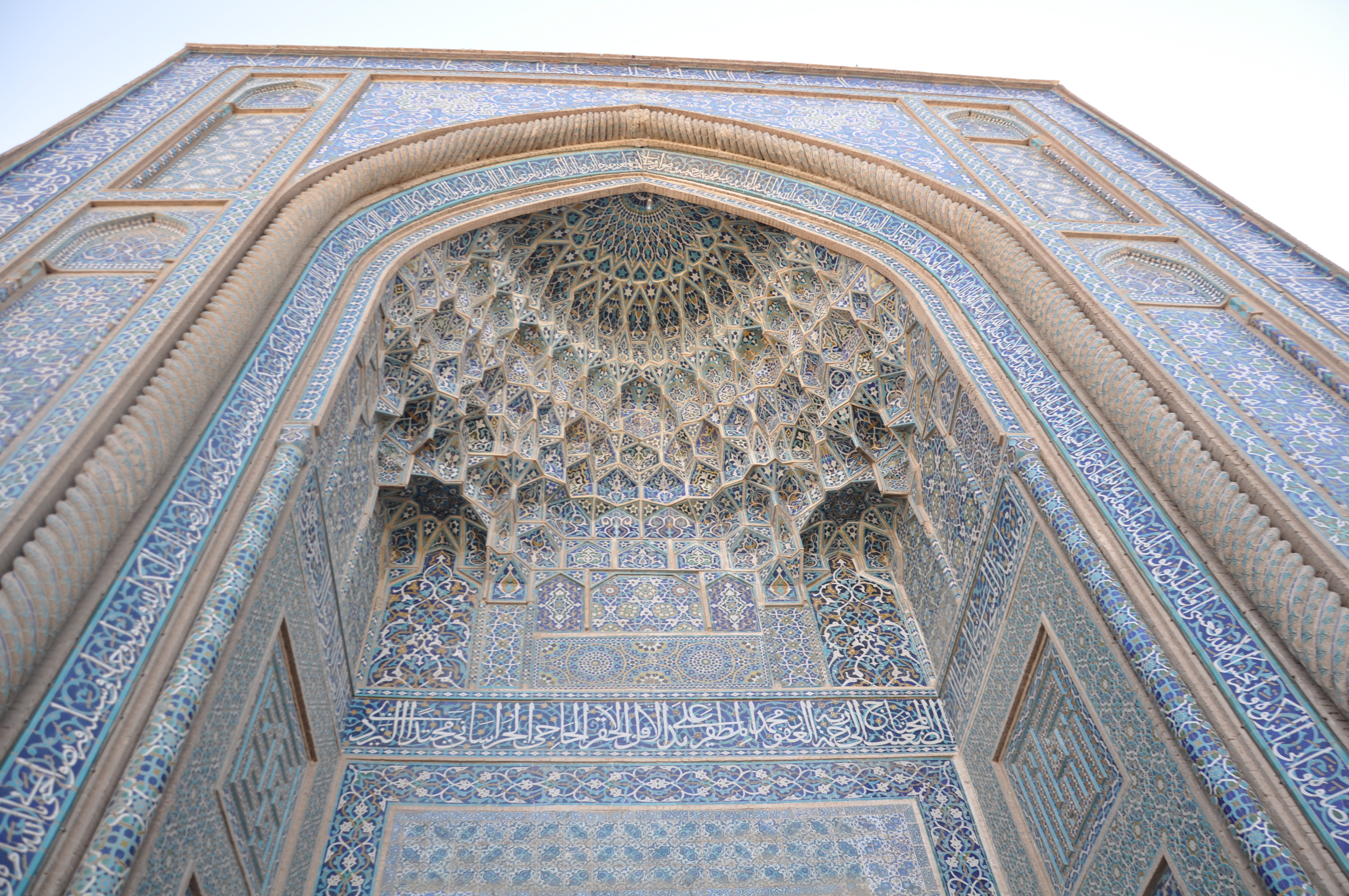
سردر کامل
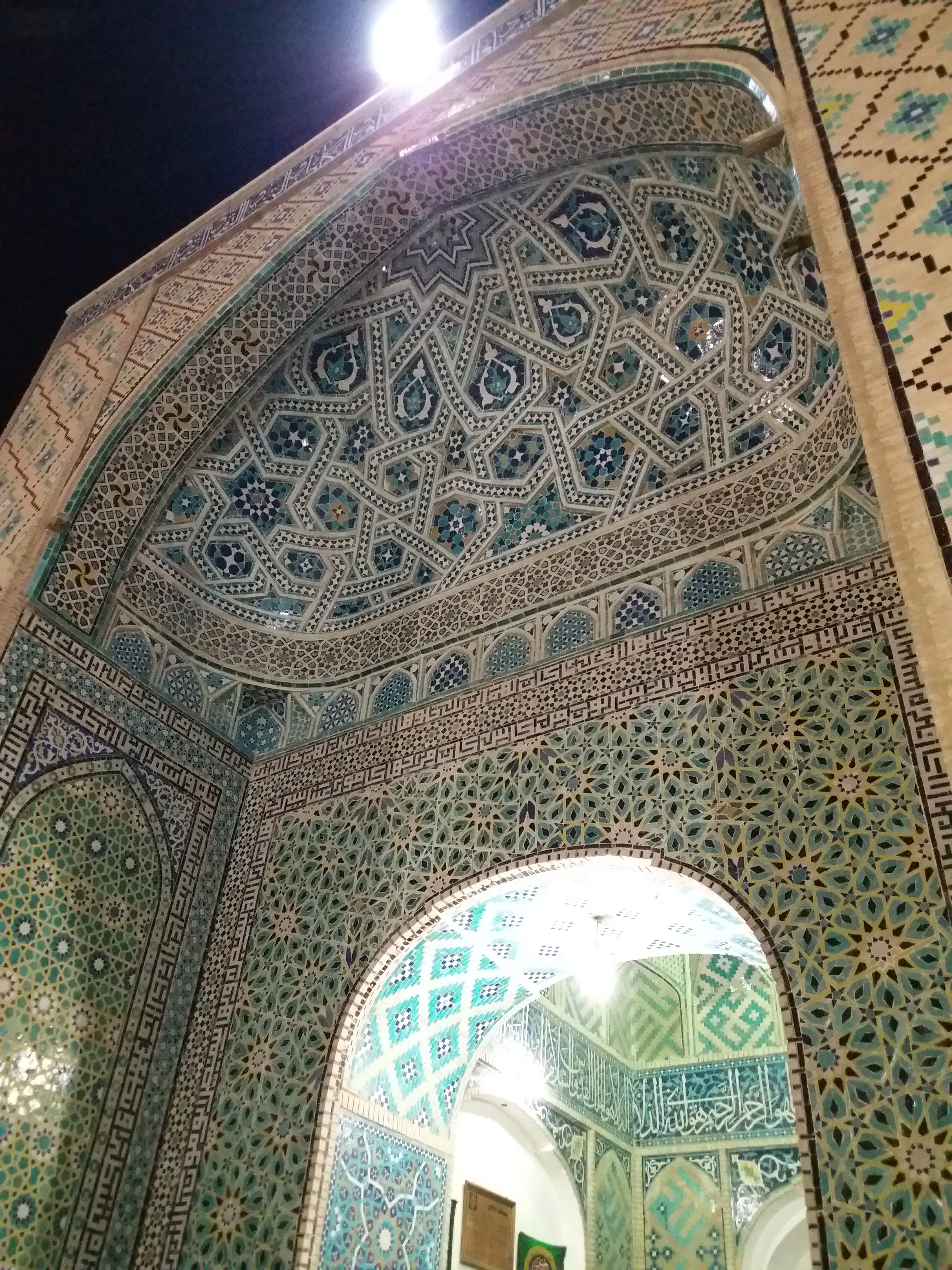
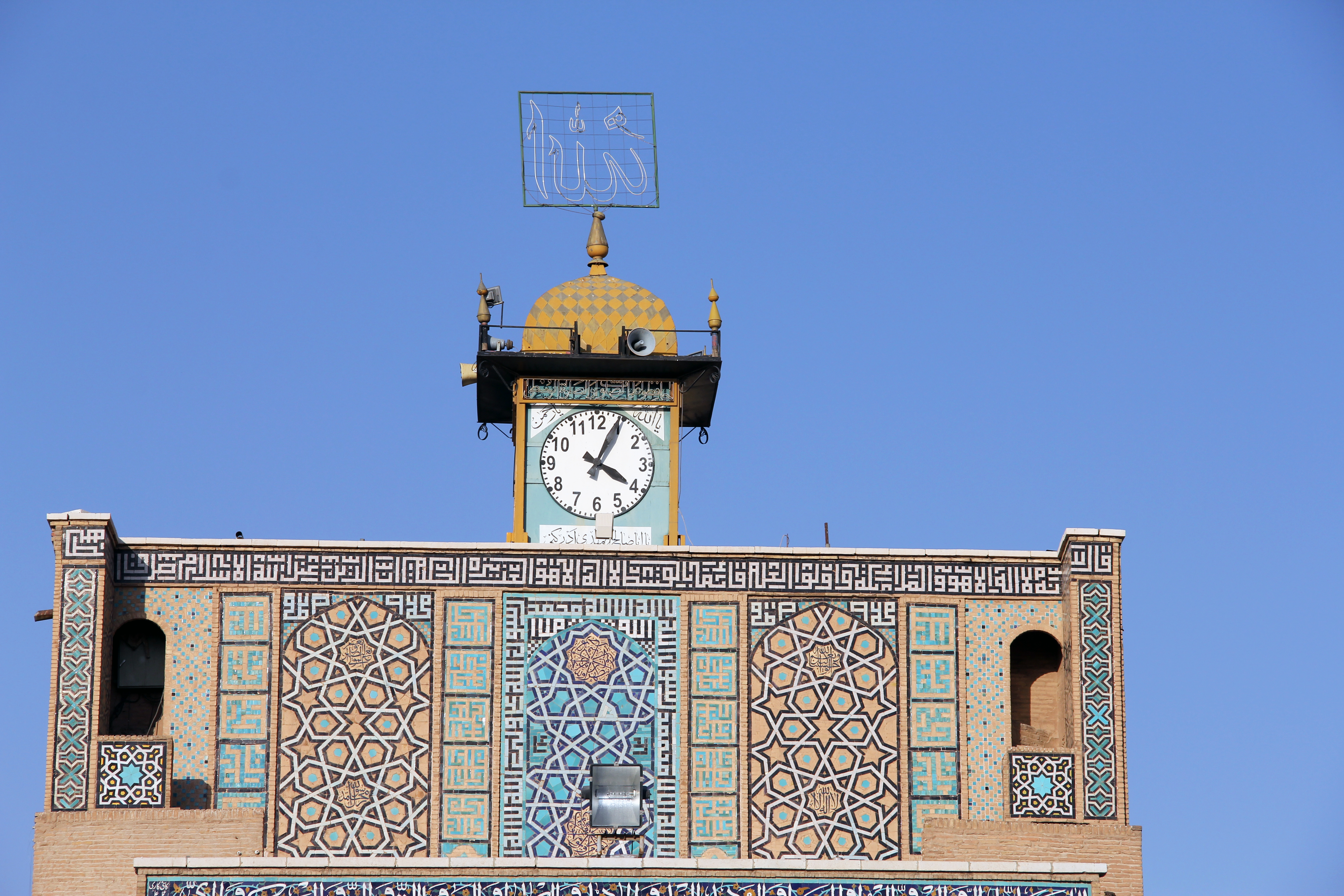
ساعت ورودی شرقی
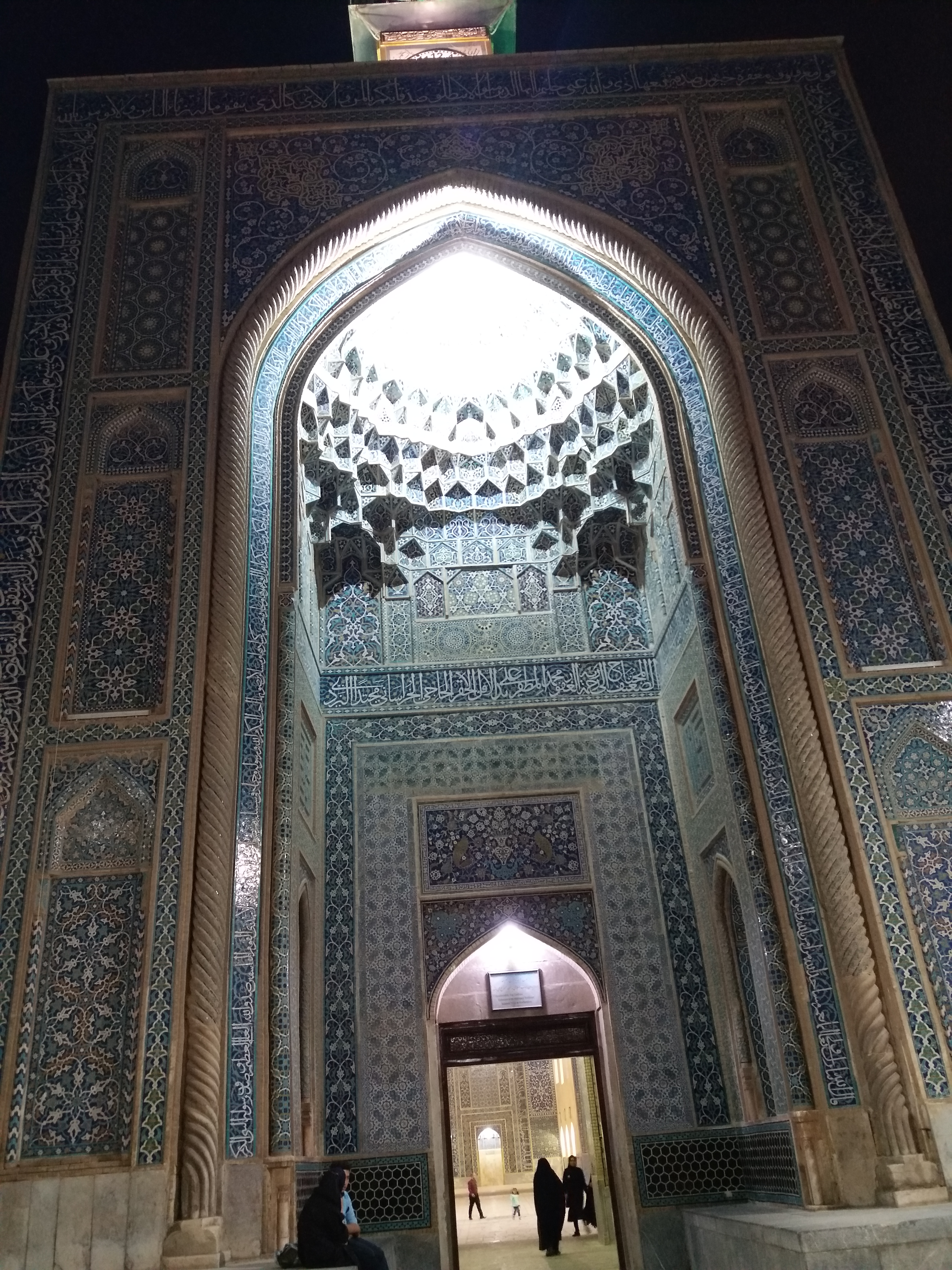
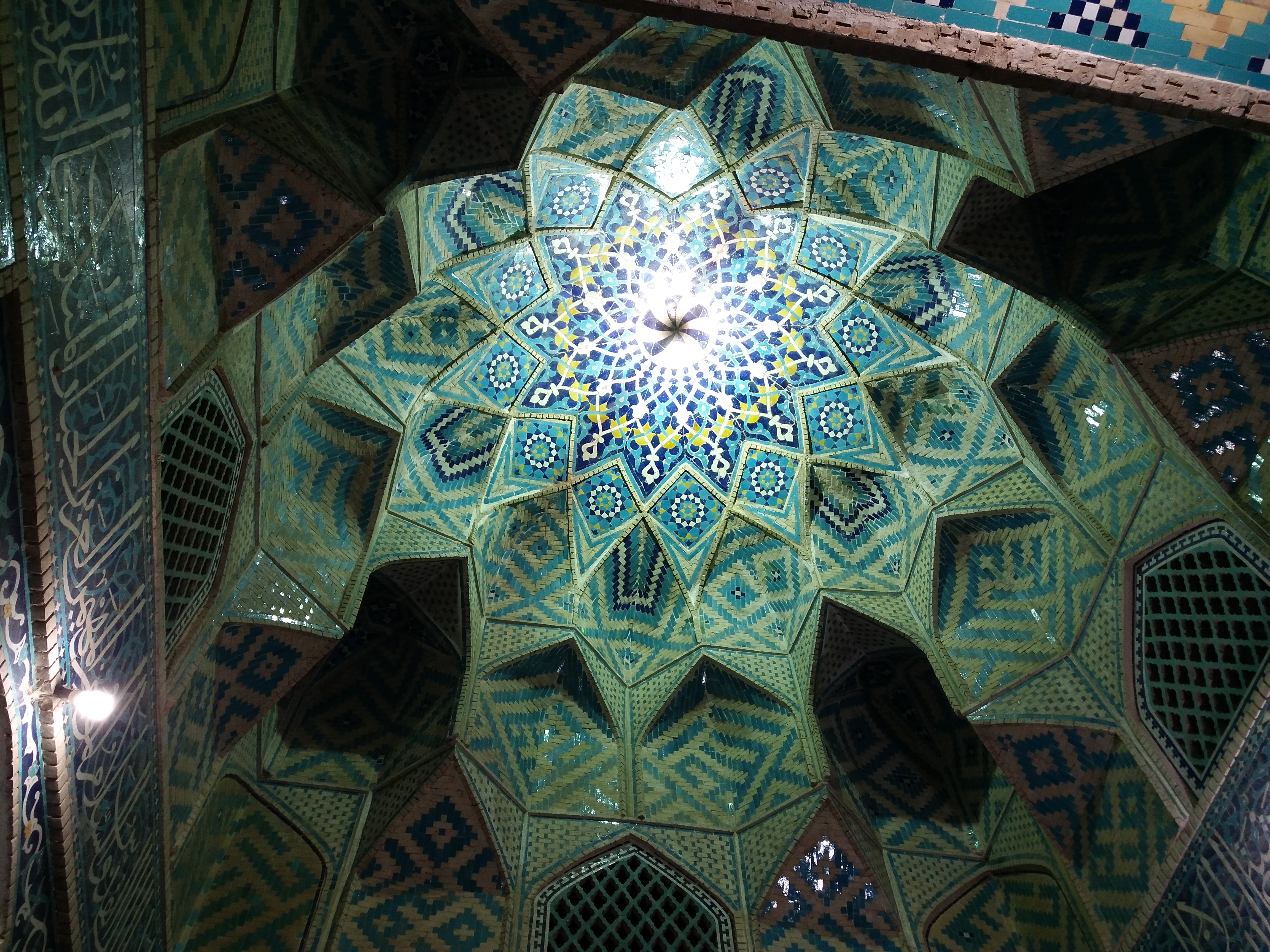
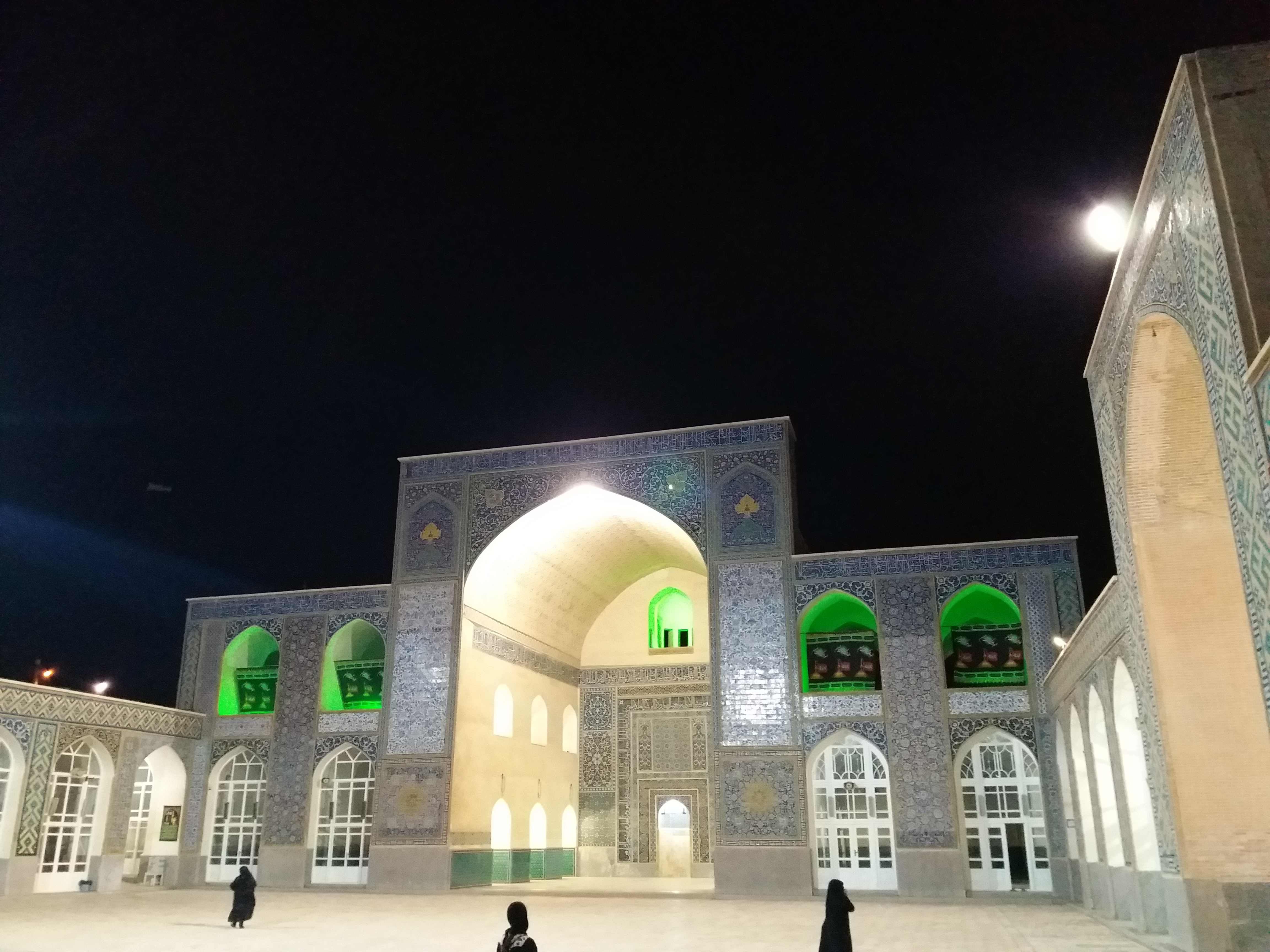
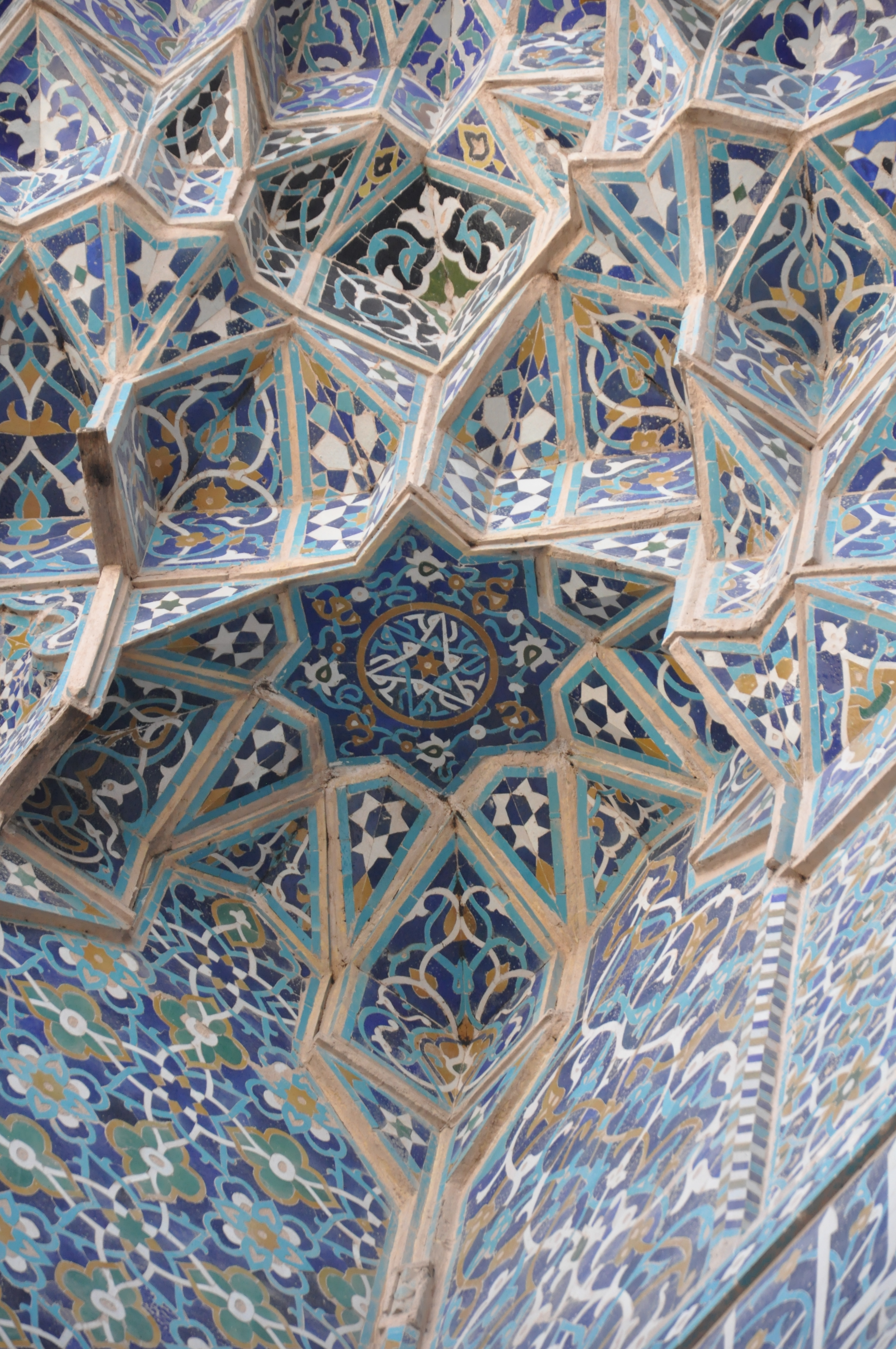
کاشی‌کاری
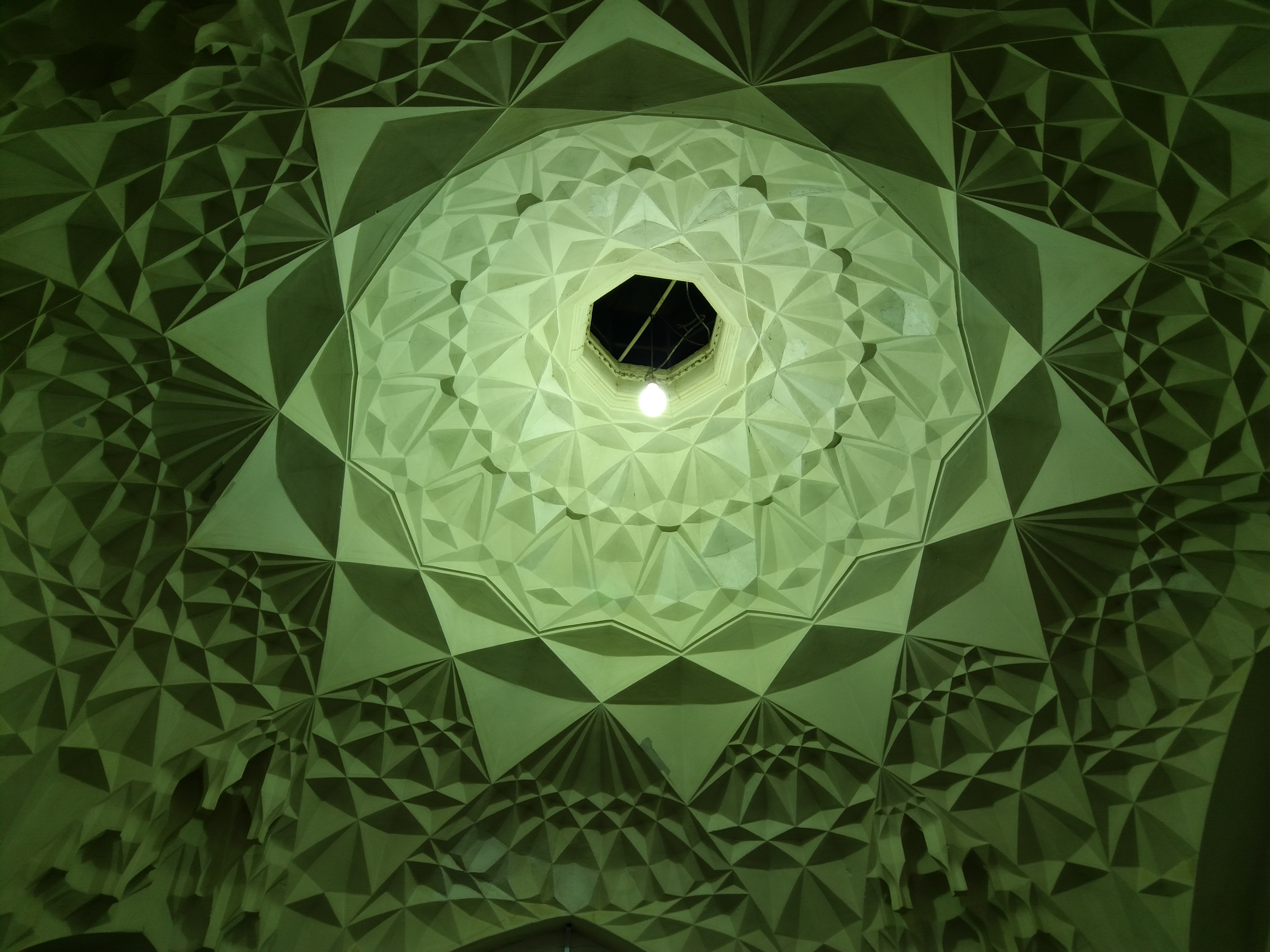
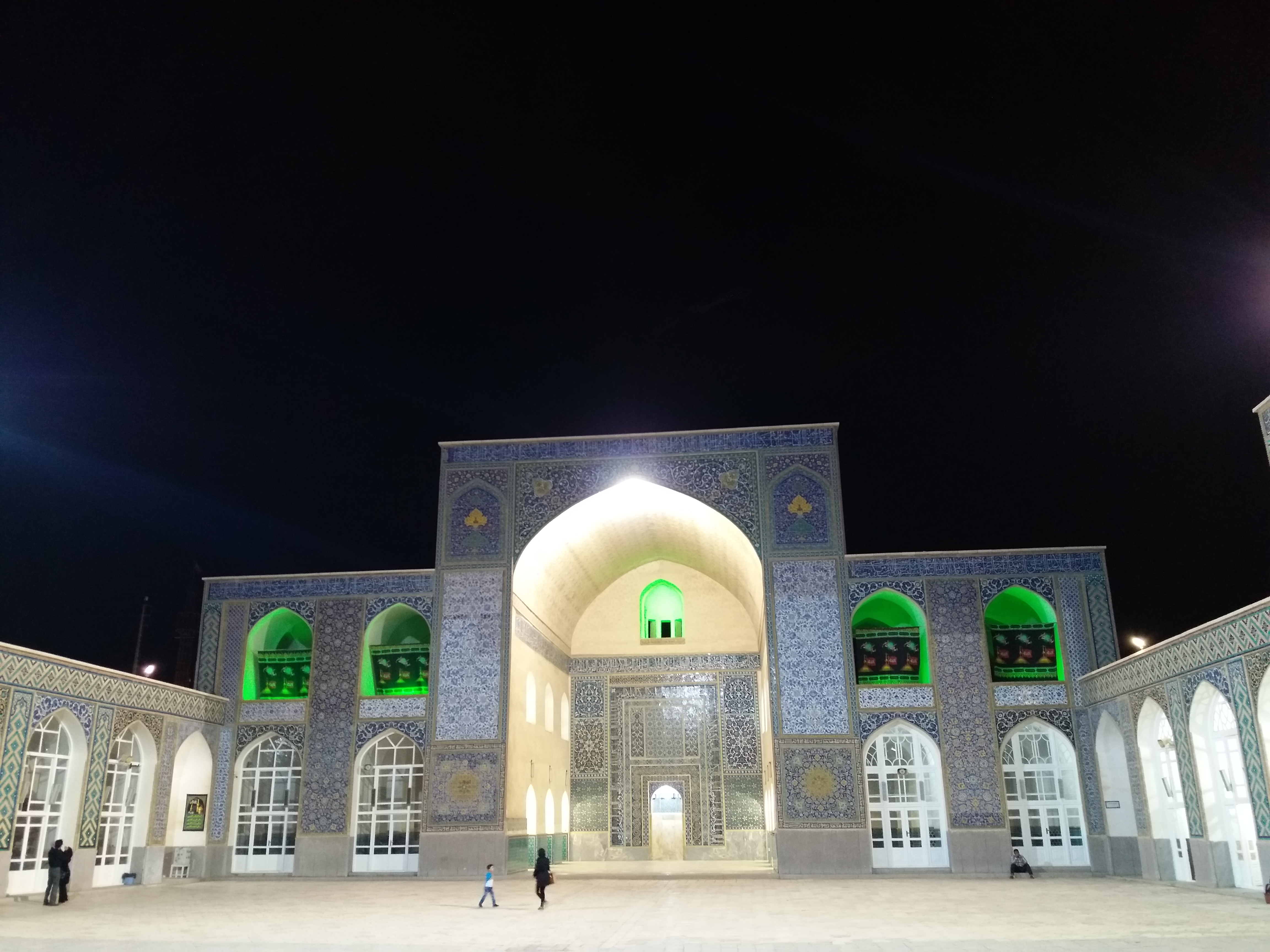
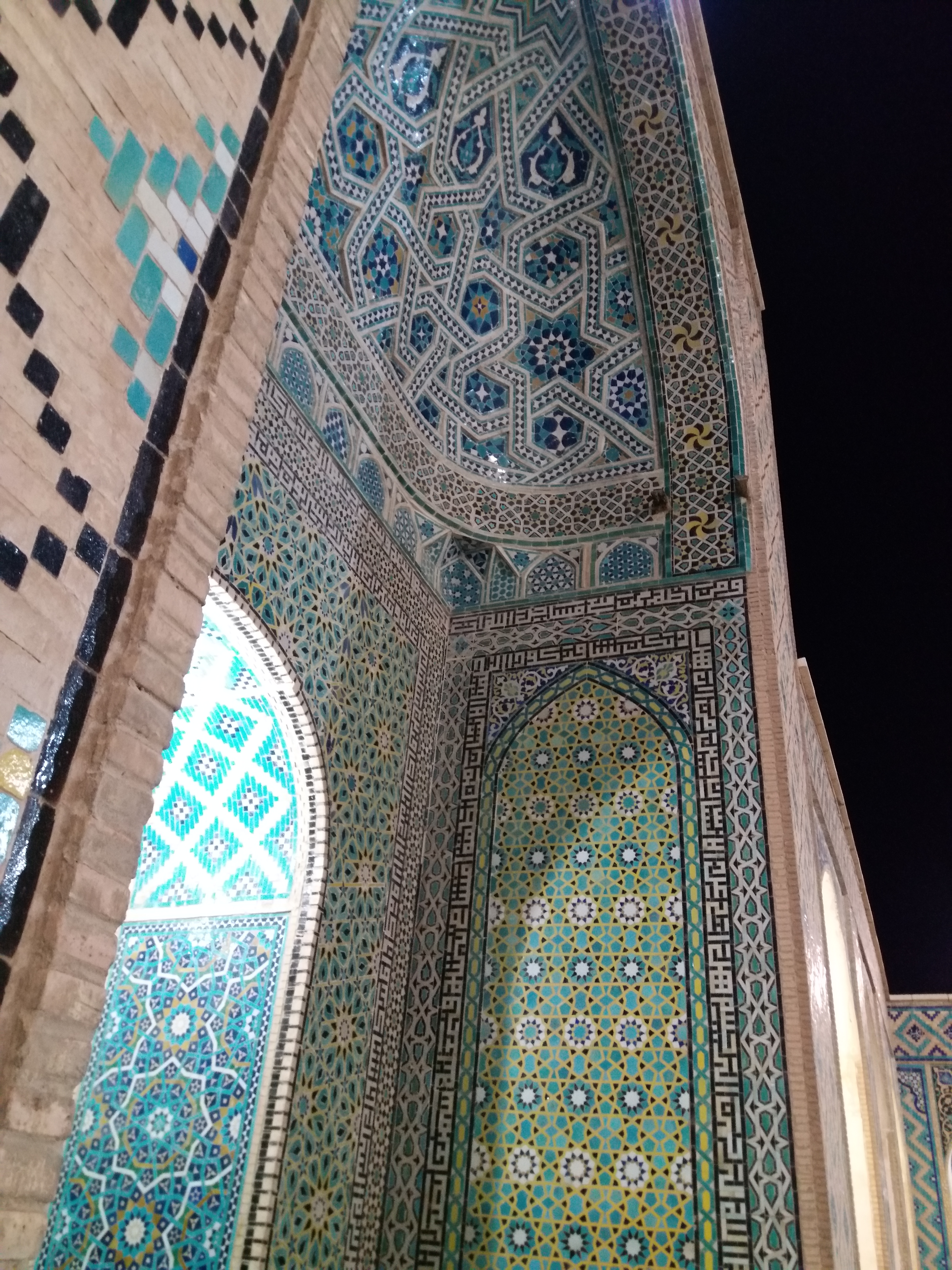
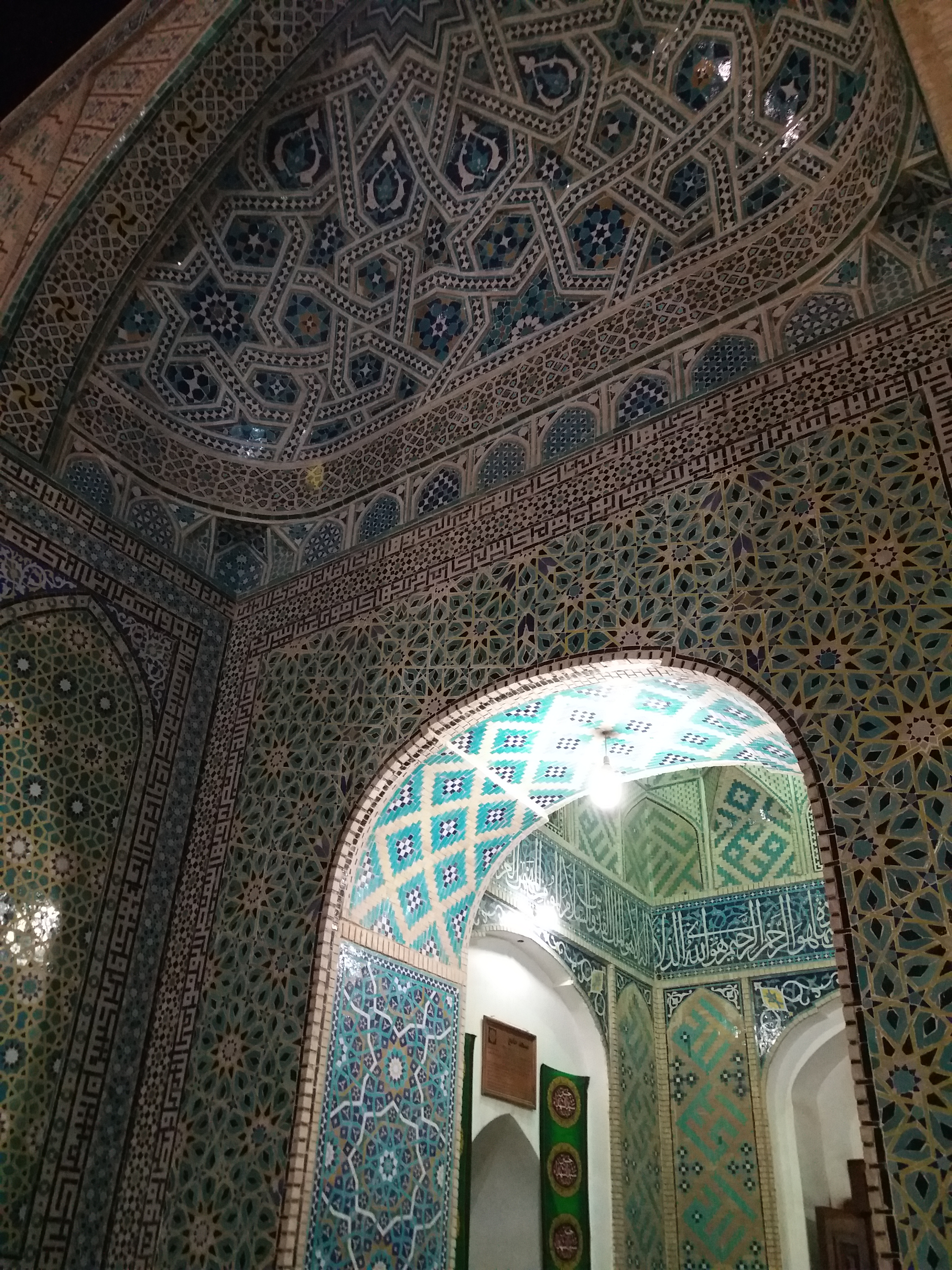